# Стрий
Стрий (МФА: [strɪj] ( прослухати)) — місто в Україні, адміністративний центр Стрийського району та Стрийської міської громади Львівській області. Один із головних та найбільших транспортних вузлів заходу України, важливий економічний та культурний центр Львівської області. Місто розташоване на лівому березі річки Стрий. Населення — 71 тис. осіб, площа — 16,95 км².
Перша згадка про місто датується 1385 роком. Вже тоді місто згадується як центр волості. У 1431 році місто отримує Магдебурзьке право. Значне зростання Стрия відбувалося у другій половині XVII століття, сприяв розвиткові міста колишній стрийський староста, а пізніше король Польщі Ян III Собеський. У ті часи місто мало титул «Вільного королівського міста».
Після Першого поділу Польщі місто відійшло до Імперії Габсбургів, згодом Австро-Угорська імперія. З початком Першої світової війни Стрий стає місцем народження легіону Українських січових стрільців. У 1920—1930-х роках Стрий був одним із найактивніших осередків УВО й ОУН. В середині XIX століття місто перетворилося на значний залізничний та газопромисловий центр, що сприяло швидкому розвитку міста. За Пактом Молотова — Ріббентропа 1939 року Стрий анексований Радянським Союзом.
14 березня 1990 року у Стрию, першому з українських міст, підняли національний символ — прапор України. У 2003 році місто визнано найкращим районним центром Львівської області.

## Назва

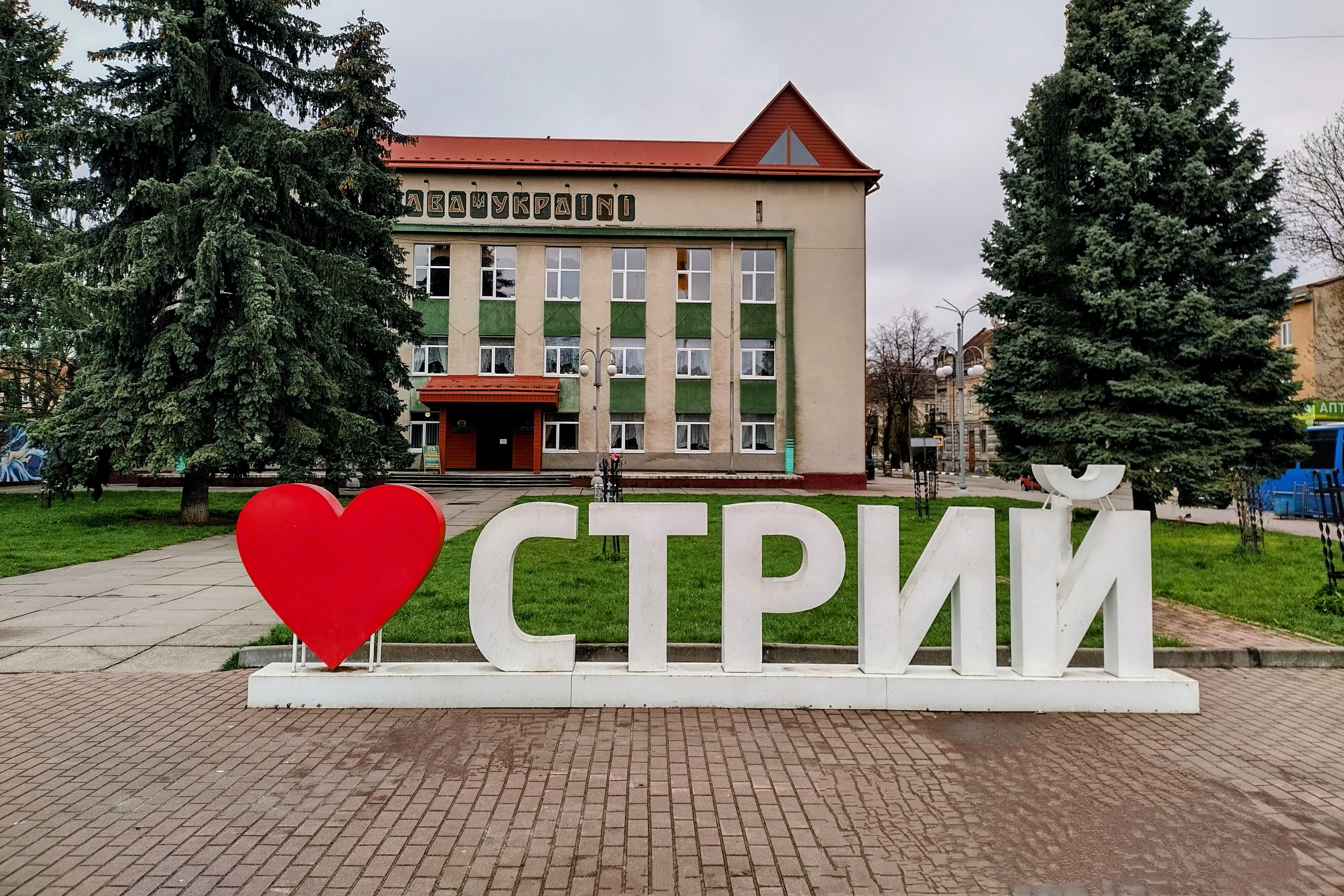
Арт-об'єкт «Я кохаю Стрий»

Найімовірніше свою назву місто отримало від назви річки, однієї з найбільших приток Дністра, на берегах якої воно виросло. Отже «Стрий» — топонім, що означає одночасно річку і місто. Очевидно, що першою виникла назва річки, а пізніше — назва міста.
Назва річки Стрий — давня за походженням і означає «течія», «пливуча вода». Етимологія слова Стрий бере початок з індоєвропейського кореня *sreu. Слова з таким коренем та подібним змістом існують в українській — струм, струя, струмок, струмінь, польській — struga, strumień, ірландській — sruami (струм), німецькій — Strom, іранській — struth (річка), староіндійських — sravati (пливе), латиській — straume, литовській — sriatas, strautas (те що пливе, струя) та інших мовах.
У минулому назва міста могла писатися по-різному, проте звучала завжди однаково (звичайно з врахуванням деяких давніх латинсько-польських ортографічних особливостей). Наприклад, у різних старовинних документах можна натрапити, крім назви Стрий, на такі варіанти: Stryg, Stry, Stryj, Strig, Strigenses, Stryi, Striy, Strey, Striig, Strya, Sthryensis, Sthrya, Stryei, Stri. За весь свій час існування місто зберегло свою первісну назву.

## Географія
Місто Стрий розташоване у південно-західній частині Львівської області, за 67 кілометрів від обласного центру, в східноєвропейському часовому поясі між 23 та 24 меридіанами, на лівому березі однойменної річки на низькогірній частині Стрийсько-Сянської Верховини. Рельєф на території міста — рівнинний. Зручне розташування на перехресті міжнародних залізничних та автомобільних шляхів, а також близькість курортів Моршина, Трускавця і Славсько та рекреаційної зони Карпат відкриває перспективи для розвитку міста як торговельного та рекреаційно-туристичного центру. Стрий є центром Стрийської агломерації, яка разом із Дрогобицькою агломерацією утворює Дрогобицько-Стрийську конурбацію.
Відстань від Стрия до міст Львівщини:
- Львів — 71 км,
- Дрогобич — 29 км,
- Хирів — 90 км,
- Трускавець — 36 км
- Ходорів — 43 км.

### Клімат
Клімат — помірно-континентальний. Головними чинниками формування клімату є сонячна радіація, атмосферна циркуляція та характер місцевості. У Стрию в середньому налічується на рік всього 50 сонячних днів, 150 хмарних і 165 днів із перемінною хмарністю. Радіаційний баланс земної поверхні у цілому за рік достатній і становить 49 ккал/см², тільки листопад, грудень, січень і лютий мають від'ємний показник радіаційного балансу. Всього за рік випаровується 560 мм вологи, на що витрачається понад 30 ккал/см².
Середньорічна температура повітря дорівнює + 5,2 °C-8,0 °C. Найвища середня температура липня — +18,0 °C, в окремі дні температура доходить до +37 °C. Зима порівняно тепла, з частими відлигами, середня температура січня — 4 °C, але в окремі роки бувають морози і поза 30 °C.
Річна кількість опадів у середньому сягає 750—800 мм, найбільше опадів у літні місяці, найменше — взимку.

### Водні ресурси
Колись Стриєм протікало декілька водяних потоків, що впадали у річку. На них працювали водяні млини. Для відпочинку жителів міста облаштований пляж на річці та діє відновлене озеро.
Найбільшою річкою Стрийщини є річка Стрий (загальна довжина — 230 км). Течія річки швидка, часто змінює русло, а також рве дамбу у Стрию вздовж об'їзної автомагістралі. Особливо небезпечна річка у паводкові дні. Тоді найвищий рівень води становить 4—5 метри. Паводки тривають 5—15 днів. Найбільші повені були у 1927, 1941, 1955, 1969 роках. Зокрема повінь 1941 року стала однією із причин голоду 1942 року на Стрийщині. Остання велика повінь сталася в 2008 році.

## Населення
- 1662 — 1448 осіб (72,5 % — Українці, 22,7 % — Поляки, 4,8 % — Євреї)[8]
- 1843 — 8000 осіб
- 1849 — 6000 осіб[9]
- 1880 — 12 600 осіб
- 1895 — 16 764 осіб[7]
- 1897 — 26 200 осіб[10]
- 1900 — 23 205 осіб[9]
- 1910 — 30 942 осіб (29,2 % — Українці, 33,8 % — Поляки, 34,6 % — Євреї, 2,3 % — Німці)[11]
- 1915 — 33 400 осіб[10]
- 1921 — 27 358 осіб
- 1926 — 27 400 осіб[10]
- 1936 — 30 500 осіб[10]
- 1939 — 34 000 осіб (28 % — Українці, 34,5 % — Поляки, 35,6 % — Євреї, 1,6 % — Німці)[10]
- 1959 — 36 800 осіб (68 % — Українці, 30 % — Росіяни, 2 % — Інші національності)[9]
- 1970 — 48 000 осіб[10]
- 1973 — 52 000 осіб[10]
- 1974 — 54 000 осіб[10]
- 1976 — 55 000 осіб
- 1979 — 55 100 осіб[12]
- 1981 — 56 000 осіб[10]
- 1989 — 64 550 осіб (83,8 % — Українці, 13,8 % — Росіяни, 0,8 % — Поляки, 0,8 % — Білоруси)[13]
- 1991 — 65 700 осіб
- 2001 — 62 100 осіб (92,1 % — Українці, 5,2 % — Росіяни, 0,5 % — Поляки, 0,3 % — Білоруси)[13]
- 2002 — 59 500 осіб[12]
- 2004 — 59 700 осіб[12]
- 2005 — 59 500 осіб[12]
- 2006 — 59 200 осіб[12]
- 2007 — 55 390 осіб[12]
- 2009 — 55 382 осіб[14]
- 2010 — 55 354 осіб[14]
- 2011 — 55 257 осіб[14]
- 2012 — 55 154 осіб[15]
- 2022 — 59 425 осіб
- 2025 — 71 000 осіб

Розподіл населення за віком та статтю (2001):
| Стать | Всього | До 15 років | 15-24 | 25-44 | 45-64 | 65-85 | Понад 85 |
| --- | ------ | ----------- | ----- | ----- | ----- | ----- | -------- |
| Чоловіки | 29 823 | 5594        | 6360  | 9057  | 6352  | 2384  | 76       |
| Жінки | 32 219 | 5236        | 5007  | 9861  | 7652  | 4253  | 210      |
| \| Статево-вікова піраміда \| Статево-вікова піраміда \| Статево-вікова піраміда \| \| ----------------------- \| ----------------------- \| ----------------------- \| \| Чоловіки \| Вік \| Жінки \| \| 76 \| 85 + \| 210 \| \| 148 \| 80-84 \| 362 \| \| 413 \| 75-79 \| 1019 \| \| 832 \| 70-74 \| 1406 \| \| 991 \| 65-69 \| 1466 \| \| 1267 \| 60-64 \| 1682 \| \| 1161 \| 55-59 \| 1376 \| \| 1810 \| 50-54 \| 2128 \| \| 2114 \| 45-49 \| 2466 \| \| 2501 \| 40-44 \| 2877 \| \| 2239 \| 35-39 \| 2516 \| \| 2089 \| 30-34 \| 2210 \| \| 2228 \| 25-29 \| 2258 \| \| 2277 \| 20-24 \| 2215 \| \| 4083 \| 15-20 \| 2792 \| \| 2473 \| 10-14 \| 2186 \| \| 1765 \| 5-9 \| 1770 \| \| 1356 \| 0-4 \| 1280 \| |        |             |       |       |       |       |          |
| Статево-вікова піраміда |        |             |       |       |       |       |          |
| Чоловіки | Вік    | Жінки       |       |       |       |       |          |
| 76 | 85 +   | 210         |       |       |       |       |          |
| 148 | 80-84  | 362         |       |       |       |       |          |
| 413 | 75-79  | 1019        |       |       |       |       |          |
| 832 | 70-74  | 1406        |       |       |       |       |          |
| 991 | 65-69  | 1466        |       |       |       |       |          |
| 1267 | 60-64  | 1682        |       |       |       |       |          |
| 1161 | 55-59  | 1376        |       |       |       |       |          |
| 1810 | 50-54  | 2128        |       |       |       |       |          |
| 2114 | 45-49  | 2466        |       |       |       |       |          |
| 2501 | 40-44  | 2877        |       |       |       |       |          |
| 2239 | 35-39  | 2516        |       |       |       |       |          |
| 2089 | 30-34  | 2210        |       |       |       |       |          |
| 2228 | 25-29  | 2258        |       |       |       |       |          |
| 2277 | 20-24  | 2215        |       |       |       |       |          |
| 4083 | 15-20  | 2792        |       |       |       |       |          |
| 2473 | 10-14  | 2186        |       |       |       |       |          |
| 1765 | 5-9    | 1770        |       |       |       |       |          |
| 1356 | 0-4    | 1280        |       |       |       |       |          |

### Національний склад
Національний склад населення за даними перепису 2001 року:
| Національність  | Відсоток |
| --------------- | -------- |
| українці        | 92,18 %  |
| росіяни         | 5,14 %   |
| поляки          | 0,41 %   |
| білоруси        | 0,33 %   |
| інші/не вказали | 1,94 %   |

### Мовний склад
Рідна мова населення за даними перепису 2001 року:
| Мова            | Чисельність, осіб | Відсоток |
| --------------- | ----------------- | -------- |
| Українська      | 57 698            | 92,98 %  |
| Російська       | 3 138             | 5,06 %   |
| Польська        | 89                | 0,14 %   |
| Білоруська      | 74                | 0,12 %   |
| Вірменська      | 35                | 0,06 %   |
| Ромська         | 24                | 0,04%    |
| Румунська       | 14                | 0,02 %   |
| Інші/Не вказали | 979               | 1,58 %   |
| Разом           | 62 051            | 100 %    |

## Історія

### Русь
Друге археологічне дослідження Ланів Долішніх відбулося 22 травня 1990 року. Його проводила Археологічна комісія Наукового товариства ім. Т. Шевченка під керівництвом Миколи Бандрівського та Романа Сулика виявило сліди поселення в межах рубежу XI—середини XIII століття, що підтвердило припущення про існування поселення в Стрию в княжі часи.

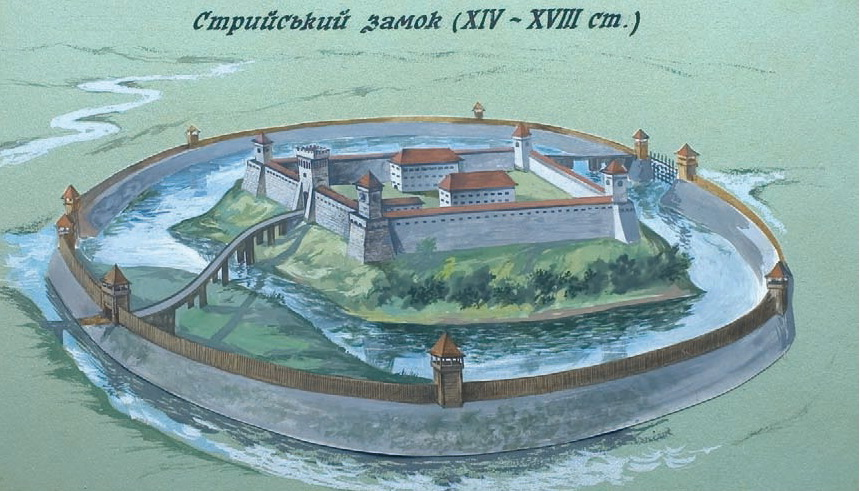
Стрийський замок (під час реконструкції)
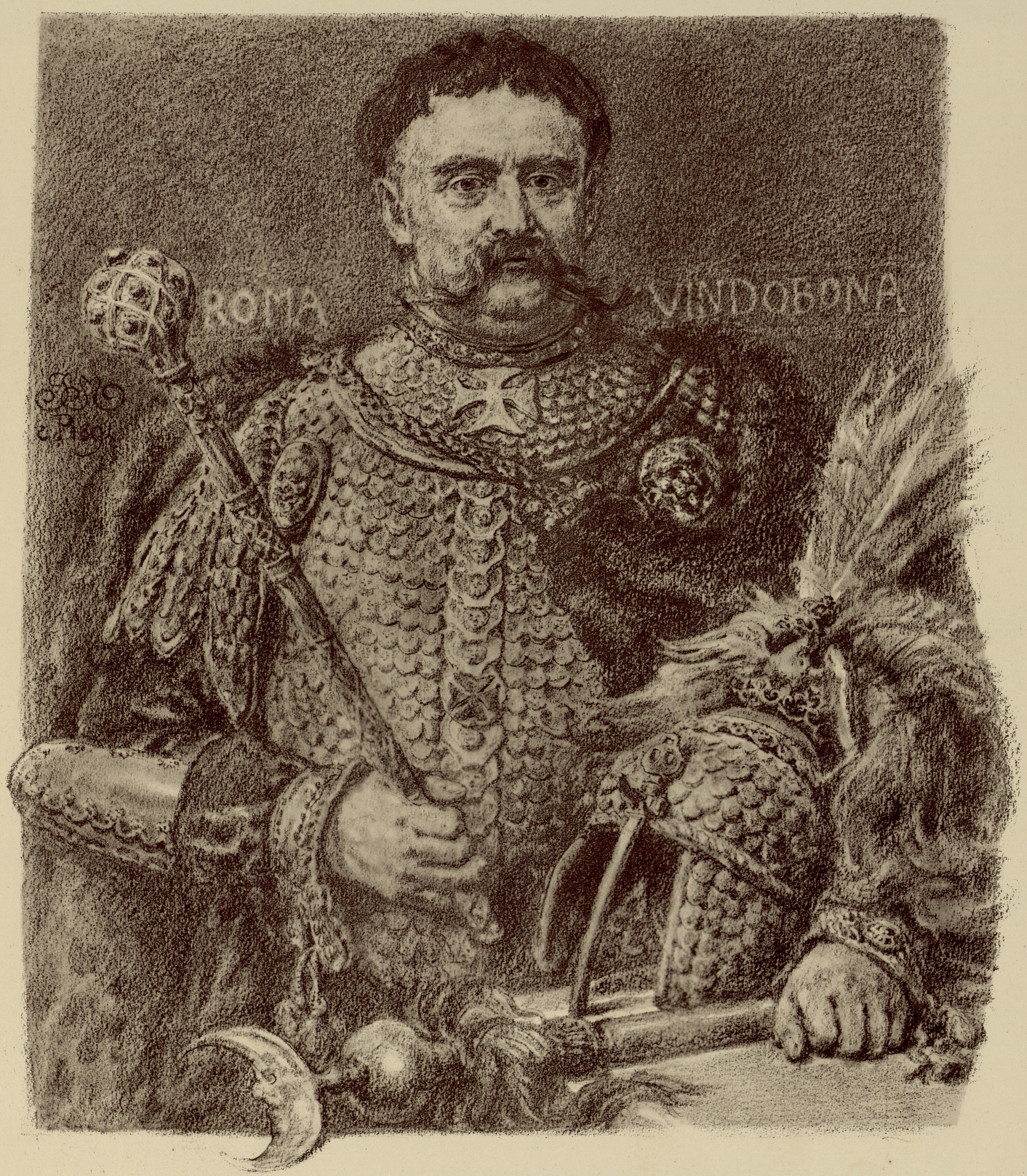
Ян III Собеський (картина Яна Матейки)
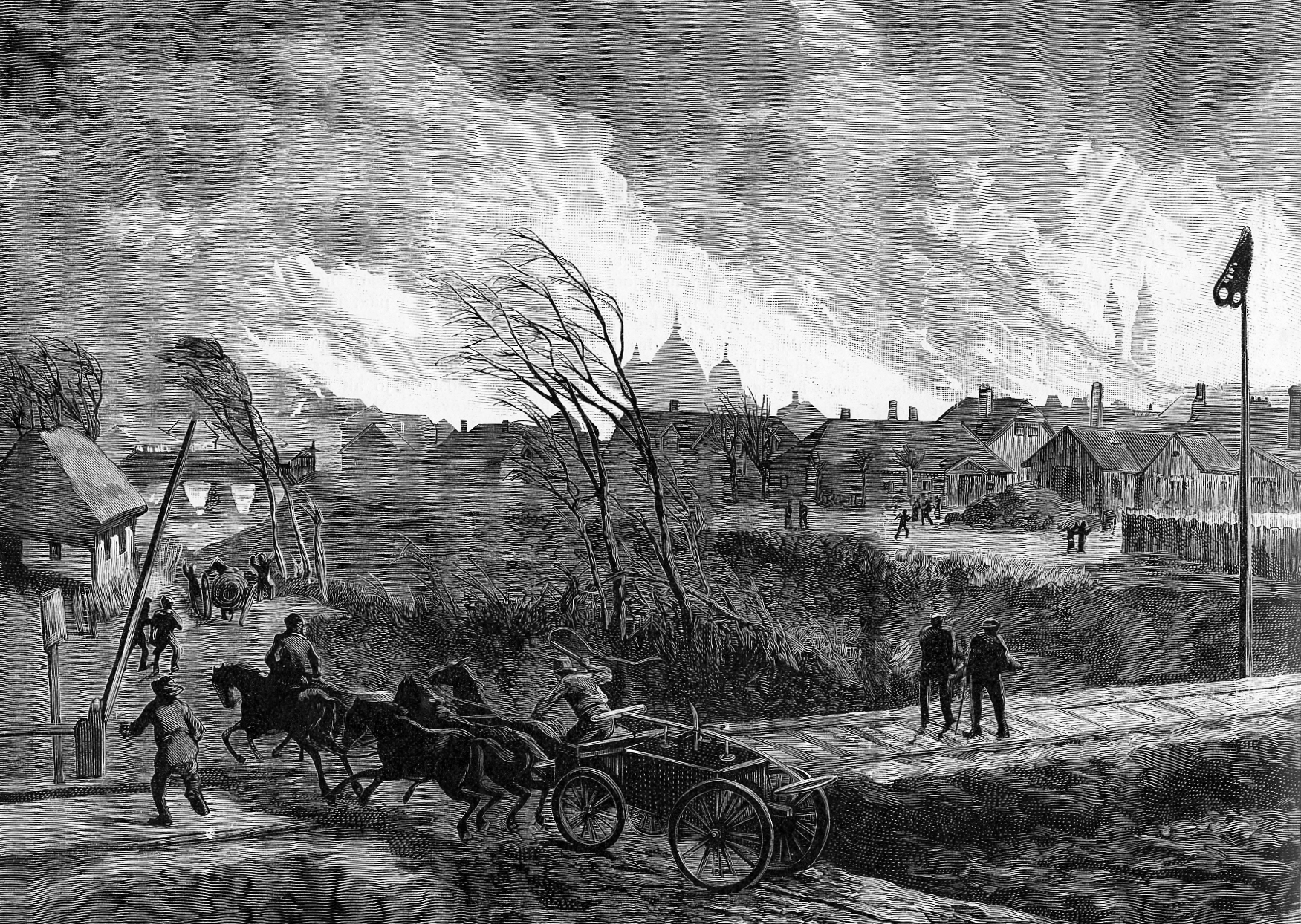
Найбільша пожежа в місті (1886)
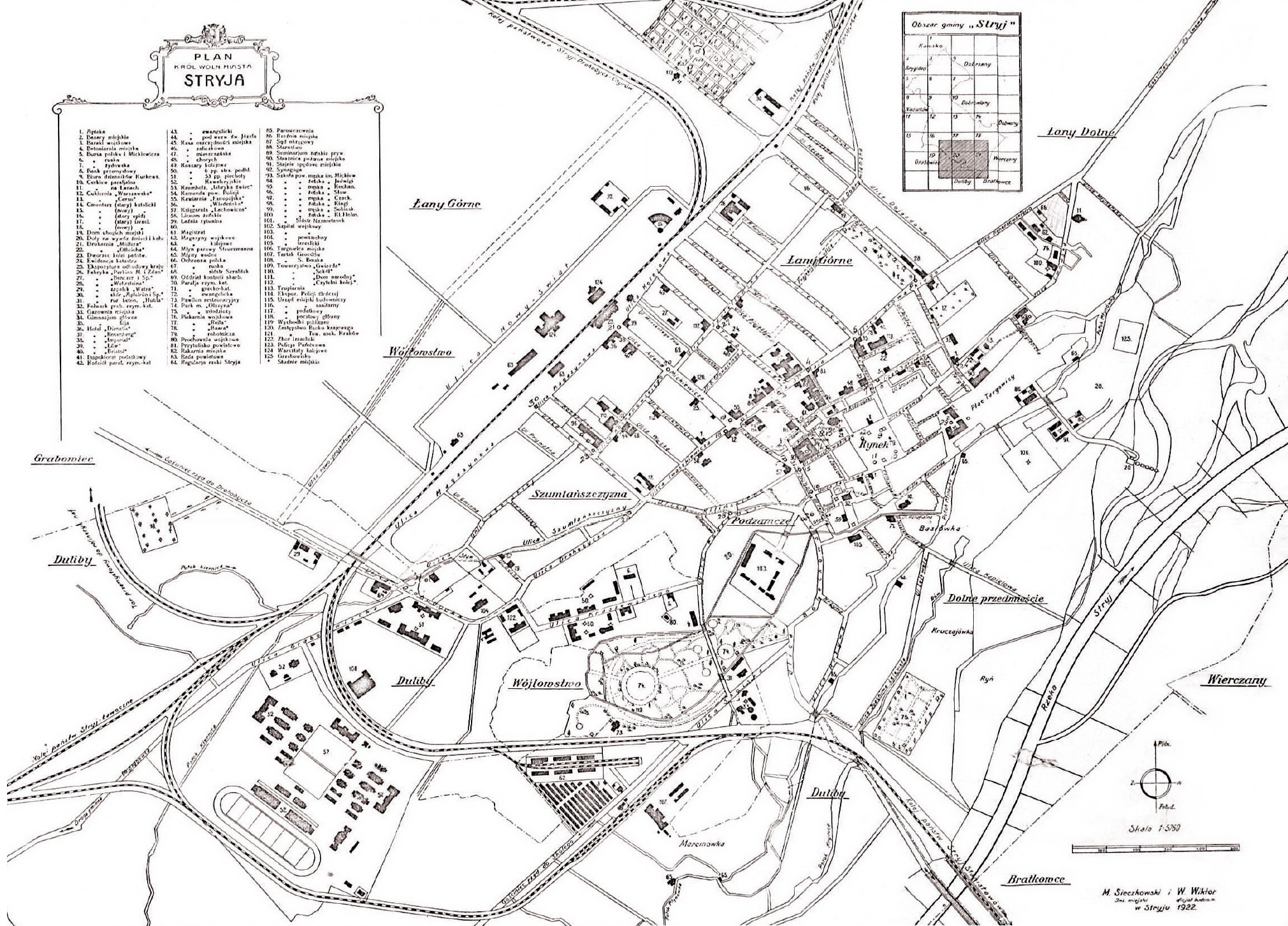
Стара карта міста (1922)

Одним із науковців, які припускали постання Стрия як міста в цей період, був Лев Шанковський. Він вважав, що «місто мусіло мати вже велике значення в оборонній системі князя Ярослава Осмомисла… Водночас місто Стрий мало теж велике економічне значення» (його торговельний характер підтверджує герб, що на ньому зображений мандрівний купець), адже було розташоване на перетині шляхів Київ-Угорщина, Галич-Угорщина та Коломия-Перемишль-Шльонськ.

### Період польсько-литовської держави
Перша офіційно визнана письмова згадка про Стрий датується 1385 роком, коли місто уже було центром волості. А перша відома згадка про Стрийське староство датується 1398 роком.
Король Владислав Ягайло на початку XV століття уступив Стрийський повіт своєму братові Свидригайлові, а той незабаром передав ці землі князеві Федору Любартовичу. В руках князя Стрийська волость залишалась до 1430 року.
Між 1398 та 1431 роками місто було повністю знищено монголо-татарами, тому своїм привілеєм 21 жовтня 1431 року Владислав II Ягайло дозволив шляхтичу-лицареві Закліці Тарлові з Щекаровичів наново заснувати місто і розвивати його на Магдебурзькому праві. Північно-західний кордон міста проходив по сучасній вулиці Т. Шевченка [Архівовано 21 березня 2019 у Wayback Machine.] біля парку ім. О. Нижанківського [Архівовано 21 березня 2019 у Wayback Machine.], а за цією межею пізніше було закладено міський цвинтар. За привілеями наданими місту Ягайлом було визначено будівництво різних споруд, зокрема «суконниць» на Ринку, встановлення конкретних днів для торгівлі та звільнення міщан на 10 років від усіх податків і данин.
Після смерті Владислава ІІ Ягайла у 1434 році у Стрия відібрали Магдебурзьке право, а поновлене воно було у 1460 році королем Казимиром IV Ягеллончиком під час перебування його у Львові. Стрий почав розвиватися як потужний торговельний центр на перехресті двох шляхів — найважливішого через Карпати (Львів — Мукачеве) та поздовжнього — на Передкарпатті. Особливо інтенсивно розвивались торговельні зв'язки з Угорщиною. Запорукою цього було те, що цим привілеєм міщани звільнялися від юрисдикції воєвод, каштелянів, старостів та інших королівських урядників. Міщан було піддано судові війта, який був підзвітним тільки королівському судові.
У 1523 році Стрий вкотре був знищений набігами татар. Для оборони від набігів в місті у XVI столітті побудований Стрийський замок, як оборонна споруда він проіснував до XVIII століття, також був земляний вал, що оточував місто і передмістя, частокіл, що відокремлював передмістя від центральної частини. Правами міщан користувались тільки ті, хто володів нерухомістю у самому місті (юридично це була площа Ринок і прилеглі до неї вулиці). У передмісті Лани жила громада, що не мала прав міщан, але підпорядковувалась магістрату, на Підзамчі (біля замку) мешканці були підвладними королівського старости, в передмісті Війтівство — стрийських війтів, на Шумлявщині -українських шляхтичів Шумлявських.
Саме в середині XVI століття Магдебурзьке право в Стрию набуло класичної форми. Влада в місті належала магістрату, який складався з ради, на чолі якої стояв бургомістр, і судової лави, очолюваної війтом. Резиденцією старост та їх намісників був Стрийський замок, а магістрат урядував у ратуші. До компетенції ради входила посередницька діяльність між державою та міщанами, поліцейський нагляд у місті, розподіл земель, здача в оренду міського майна, встановлення мита, опіка над вдовами і сиротами, затвердження цехмістрів тощо. Однією з важливих функцій магістрату було надання міського права, себто прав стрийського міщанина. Воно надавалось на підставі рекомендаційних листів і не було спадковим. Навіть народжені в місті по досягненню повноліття мали формально набути прав міщанина, а неодружені молодики такого права не отримували взагалі.
У XVI столітті розвинулись склярський, бондарський, кушнірський, кравецький і ткацький, солодовицький цехи, кілька млинів, які мололи зерно та дробили дубову кору для вичинки шкіри.
У стрийському музеї «Верховина» збереглися два унікальні документи, датовані 1547 та 1563 роками. Це грамоти короля Сигізмунда ІІ Августа. Одна з них надає право Кінорасу Балтазару та Бартоломею Кулі займатися шкіряним ремеслом, друга — надає права міщан громадянам-цеховикам, які цей промисел розвивали.
У 1576 році король Стефан Баторій офіційно надав євреям право проживання в Стрию і гарантував їм рівні з християнами права. Виникла організована єврейська громада.
Інтереси українців-міщан у середньовічному Стрию відстоював радчий, а згодом війт Василь Цибульчак. Православні міщани-українці мали значний вплив в управі міста, ремісничих цехах, хоч організовувати їх мали право тільки міщани-католики.
У першій половині XVII століття у Стрию діяло 5 українських церков, при яких виникло 4 братства, які об'єднали широкі кола українського населення міста та передмість. При братствах діяли школи, що переросли у важливі культурні осередки, центри розповсюдження рукописної та друкованої книги. Більшість ремісників міста була об'єднана в цехи. Одними з перших створились цехи кушнірів, чоботарів, гончарів, ткачів, кравців, об'єднаний цех ковалів, слюсарів, мечників та золотарів, а згодом і бондарів. Крім ремісницьких майстерень, були й гуральні та водяні млини. Так, в середині XVIII століття на річці Стрий та її притоках діяло 7 млинів.
Піднесення Стрия відбулося у другій половині XVII століття, коли розвиткові міста сприяв колишній стрийський староста, майбутній король Польщі — Ян III Собєський.
Великий вплив на життя міста мало козацьке повстання під проводом Богдана Хмельницького. У 1648 та 1652 роках місто було знищене та спалене, а у 1657 році козацьке військо прибуло до Стрия для об'єднання з полками угорського князя Д'єрдя Ракоці
Наприкінці XVII — першої половини XVIII століття для міста були спустошливими: спочатку місто у 1699 році було спалене в ході татарського нападу, а потім пережило декілька великих пожеж (1701, 1708, 1712, 1738 та [1742]] років). Зокрема під час пожежі 1742 року згоріло 40 будинків.

### Період Габсбургів та Австрійської імперії
У 1772 році Галичина в результаті першого поділу Польщі відійшла до австрійської династії Габсбургів (з 1804 року — Австрійська імперія). В цей період часу місто було спочатку центром округу (бецирк), пізніше — повітовим містом і осідком окружного суду та військових гарнізонів. Населення міста складалося приблизно по-третині з євреїв, поляків та українців. Передмістя здебільшого були заселені українцями.
1784 року відкрито першу державну школу, а в 1786 році коронний кухмістр Михайло Вієльгорський перебудовує замок на палац.
За даними 1811 року у місті з промислових підприємств були тільки ремісницькі майстерні (миловарна, позументна, сідлярська, ткальня), а також водяні млини, пивоварні, чотири гуральні, цегельня.
Під час пожежі 1827 року згоріло 96 будинків, значною мірою постраждав костел.
У 1848 році у Стрию організовується українська інтелігенція і утворює окружну Руську Раду, яка виступила із закликом боротися проти національного гноблення і за розвиток української культури. Для захисту ради був створений загін української національної гвардії. Однак, у січні 1849 року, після поразки революційного уряду у Львові, національну гвардію було розпущено. Припинили свою діяльність і окружні ради, в тому числі і Стрийська.
Швидким темпом місто почало розвиватися після будівництва залізниці, яке тривало із 1872 по 1875 рік. Коли Стрий став залізничним вузлом, було відкрито паровозоремонтні майстерні. Наприкінці XIX століття, на базі слюсарної майстерні, виник невеликий чавуноливарний завод Верштайна. Англійській фірмі «Перкінс та Макінтош» належав завод по випуску обладнання для нафтодобувної промисловості зведений у 1885 році. Також Стрий стає центром деревообробної промисловості Прикарпаття. Тут виникли деревообробні заводи, сірникова фабрика «Ватра». Віденський капіталіст Штаєрман побудував млин з механізованим розмелюванням зерна. Крім того, на той час діяли три парових і шість водяних млинів, десятки майстерень.
17 квітня 1886 року найбільша пожежа за всю історію Стрия знищила більшу частину міста. Після цього Львівське політехнічне товариство розробило план регуляції міської забудови.
У 1890-х роках були створені товариства «Руське касино», «Підгірська Рада», «Міщанська бесіда» та філія товариства «Просвіта» (1892).
1897 року українці міста подали петицію з проханням відкрити українські класи в гімназії. Через кілька років перебування в різних інстанціях вона раптом «згоріла». Нову петицію, складену 1905, Шкільна Рада відіслала місцевому старості, який «терором» вимагав відкликати підписи. Потім Краєва Шкільна Рада повідомила, що то — не її компетенція, а Галицького сейму.
З кінця XIX століття Стрий був одним із найважливіших осередків українського національного руху в Галичині. 1 січня 1900 року відбулося урочисте відкриття приміщення Народного дому. Активізація громадського і політичного життя міста відбувалася під впливом діяльності доктора Євгена Олесницького, отця Олекси Бобикевича та отця Остапа Нижанківського (так звана Стрийська трійця).

### Перша світова війна, Легіон УСС

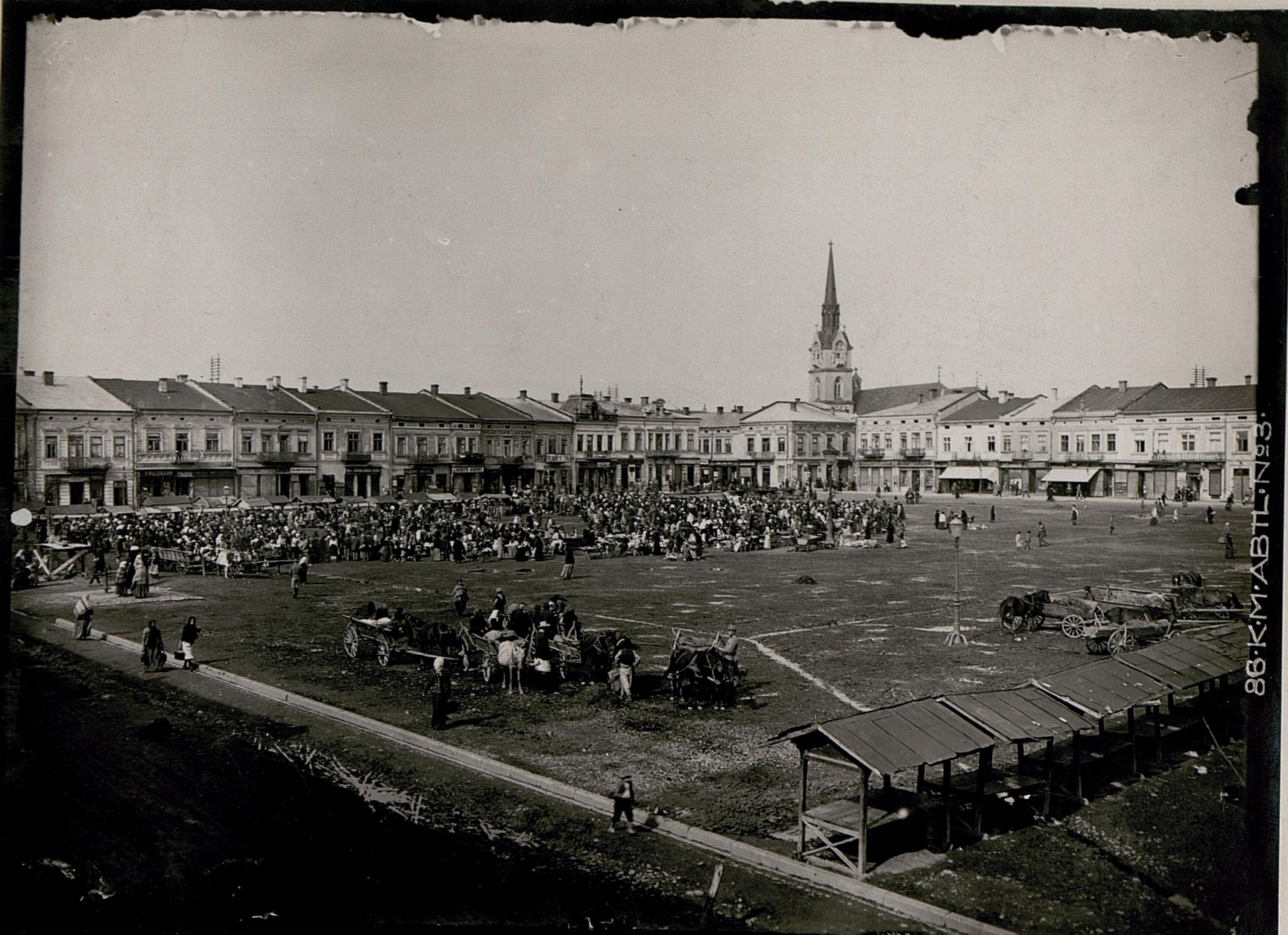
Стрий (1914)

З початком Першої світової війни Стрий став місцем народження легіону «Українських січових стрільців». Сюди на заклик Головної Української Ради (ГУР) і Бойової управи прибуло близько 10 тисяч добровольців. Однак австрійська влада, побоюючись формування такої могутньої військової сили, погодилась прийняти тільки десять сотень по 250 стрільців кожна.
З 8 вересня по 19 жовтня 1914 року і з 22 жовтня 1914 по 31 травня 1915 рік Стрий було окуповано російськими військами. Потім знову потрапляє під панування Австро-Угорщини, яке тривало до листопада 1918 року.

### Західноукраїнська Народна Республіка
1 листопада 1918 року у Стрию відбулось довгоочікуване відновлення української влади — місто увійшло до складу ЗУНР. У місті встановлюється влада ЗУНР, а на щоглі біля Стрийської ратуші замайорів синьо-жовтий прапор. Українське врядування тривало до 13 травня 1919 року.
В місті були організовані: залізничний курінь, залізничне депо, сотня залізничних мостів Української Галицької Армії; пізніше перенесені до Станиславова.

### У складі польської держави
Під час українсько-польської війни 1918—1919 років у Стрию розташовувалося командування Третього Корпусу Української Галицької Армії.
13 травня 1919 року Стрий окупувало польське військо, розпочалися розстріли та репресії.
За результатами підписання Ризького договору у 1921 році Стрий у складі Західної України підпадає під владу Польщі.
30 грудня 1930 року територія міста розширена шляхом приєднання частини території сіл Грабовець і Дуліби.
У 1920—1930-х роках Стрий був одним із найактивніших осередків УВО та ОУН.
На межі XIX—XX століть Стрий стає важливим осередком українського жіночого та економічного руху. Саме тут з ініціативи Наталі Кобринської відбулося перше українське жіноче віче у 1891 році і вийшов перший жіночий альманах «Наша Доля» (1893). А в 1907 році у Стрию виник Крайовий Молочарський Союз, згодом Маслосоюз. У 1909 році відбулася перша в Галичині українська Крайова господарська виставка.
У 1918–1923-х роках діяла Державна українська гімназія (1906–1918 і з 1924 — українські відділи при польській гімназії), у 1920–1930-х роках — українська приватна жіноча семінарія та гімназія «Рідної Школи», філія Львівського Вищого Музичного Інституту, музей «Верховина» (з 1932 року) та низка інших культурно-освітніх, суспільно-політичних, економічних і виховних організацій і товариств, серед іншого — найбільший після Львова осередок Пласту.
У Стрию виходило понад 10 газет: «Стрийський Голос» (1894–1895), «Господар і промисловець» (1909–1911), «Підгірська Рада» (1910–1911), «Стрийська Думка» (1933–1939), «Українська Музика» (1937–1939) та інші. У 1888 році вийшов літературно-науковий збірник «Ватра».
У 1928 році розроблено план електрифікації Стрия.

### Радянські часи
Після початку Вторгнення СРСР до Польщі внаслідок обміну територіями з нацистськими військами 22 вересня 1939 року місто потрапило під контроль СРСР.
Радянська окупація у липні 1941 року знов змінюється нацистською. Війська вермахту зайняли місто 2 липня 1941 року.
Окупаційна влада почала проводити репресії проти єврейського населення, заснувала в Стрию юденрат. Почалися депортації в табір смерті Белжець. Решту жителів переселили в єврейське гетто, яке було повністю знищено до серпня 1943 рокуСтрый // Электронная еврейская энциклопедия. (рос.).
5 серпня 1944 року в Стрий увійшли радянські війська.
У післявоєнний період місто стає великим промисловим центром. Своєму швидкому соціально-економічному розвитку Стрий завдячує зручному розташуванню на перехресті міжнародних залізничних та автомобільних шляхів. В 1961 році в місті діяло 22 підприємства.
За радянських часів зростає кількість мешканців. Докорінно змінюється національний склад населення: станом на 1959 рік — 68 % українців, 30 % росіян, 2 % інших національностей. Багато українців з Надсяння і Лемківщини, виселених під час репатріації з рідних земель польською владою, залишилися проживати у Стрию. Майже все польське населення було виселене із міста і депортоване у Східну Польщу. Зменшилася частка євреїв. До міста починається інтенсивний приплив російського населення.
З 30.12.1962 Стрий (з селищем міського типу Моршин) був містом обласного підпорядкування Львівської області.
У вересні 1988 року в Стрию створено перший в своєму роді дискусійно-політичний клуб «Аргумент» як опозицію діючому тоді Стрийському міськкому партії, який послужив основою для створення Товариства української мови імені Тараса Шевченка. У жовтні 1989 року відбулися установчі збори-конференція Стрийської крайової організації Народного Руху України за перебудову.
4 березня 1990 року відбулися перші демократичні вибори до Верховної ради України, обласних, міських та селищних Рад народних депутатів, на яких в Західній Україні перемогли національні демократичні сили. По Стрийському виборчому округу в голосуванні взяли участь 88 140 виборців.

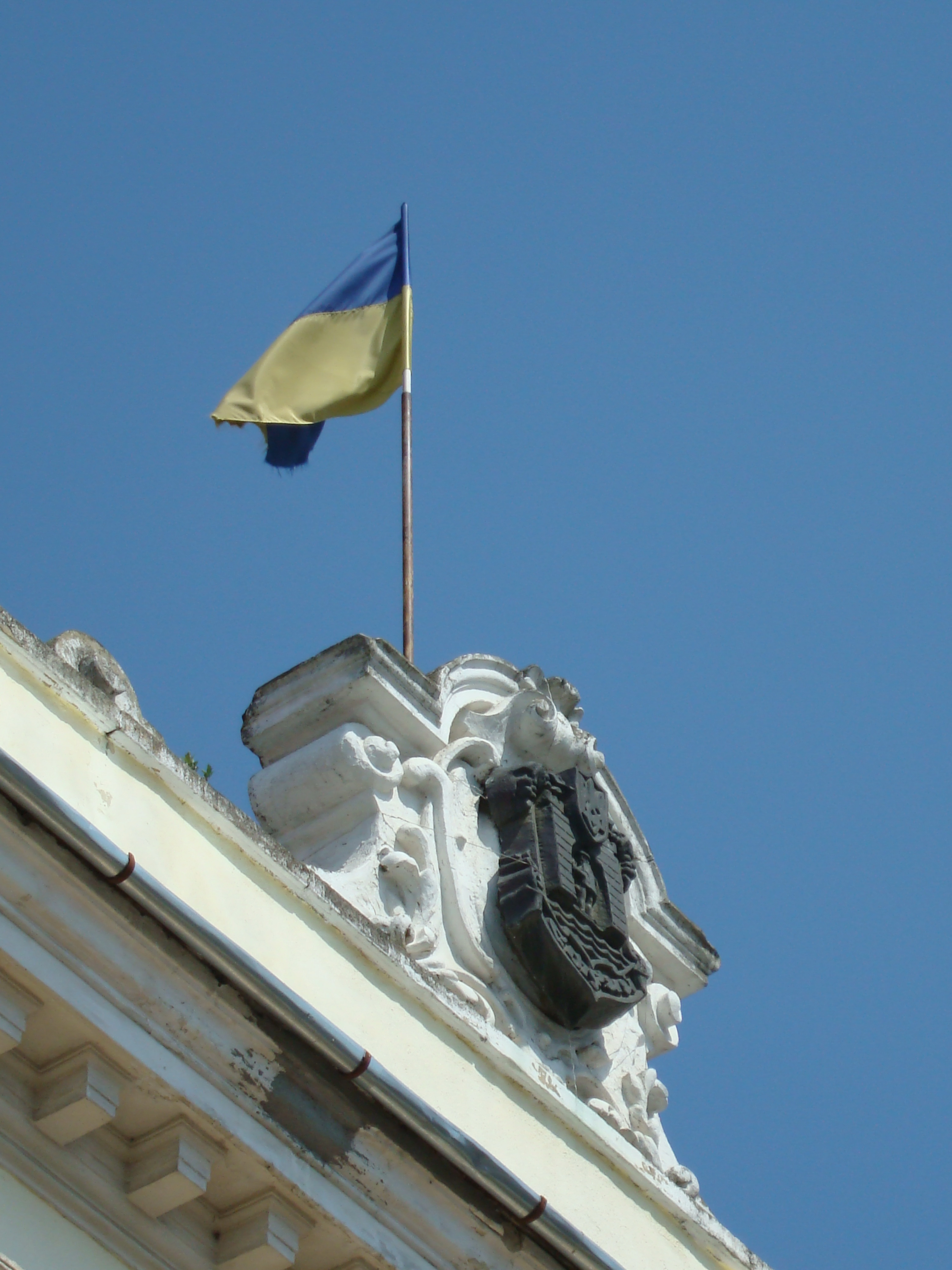
Флагшток Стрийської міської ради. Саме на ньому 14 березня 1990 року (за часів СРСР) у Стрию, першому з українських міст, піднято національний символ — прапор України

14 березня 1990 року, ще за існування СРСР, у Стрию, першому з українських міст, підняли національний символ — прапор України.
У період із 1990 по 1992 роки у Стрию створюються багато різноманітних громадських організацій: Стрийський осередок Спілки політв'язнів України, Братство шанувальників Тараса Шевченка, Братство УПА (спілка колишніх політв'язнів УПА), Стрийське гімназійне братство (гурт колишніх учнів гімназії та семінарів Стрия); а також відроджуються молодіжно-юнацька організація «Пласт» і жіноча організація «Союз Українок», стрийський осередок «Просвіти».
У вересні 1990 року рішенням спеціальної сесії міської Ради в Стрию перейменовано вулицю Леніна на вулицю Шевченка та площу Леніна на площу Шевченка (нині — площа Незалежності). Демонтовано пам'ятник Леніну та ряд пам'ятників радянського режиму. А в жовтні цього року було відновлено українську незалежну пресу, а 1 жовтня вийшов перший номер часопису «Гомін волі».

### У Незалежній України
У вересні 1991 року відкрили відроджену гімназію імені митрополита Андрея Шептицького.
8 березня 1992 року Народний дім повернено Стрийській міській громаді.
У 2003 році місто визнано найкращим районним центром Львівської області.
22 лютого 2014 року демонтований пам'ятник радянському солдату на площі Ринок.

### Російське вторгнення в Україну (з 2022)
Вранці, 24 березня 2024 року, ЗС РФ під час чергової масованої атаки, з літаку Ту-95 запустили декілька ракет на місто, поціливши в об'єкти критичної інфраструктури. Через декілька годин Стрий був повторно атакований двома ракетами Х-47М2 «Кинджал»,обидві вцілили в той самий об'єкт критичної інфраструктури.
24 травня 2024 року, у Стрию була офіційно відкрита Алея слави, де знаходяться портрети полеглих героїв України зі Стрийщини.

## Засоби зв'язку та масової інформації

### ЗМІ
В інформаційному просторі Стрийщини засоби масової інформації представлені виданнями: «Гомін волі», «Фортуна», «Фішка плюс», «Заграва», «Високий замок» (додаток «Плюс Стрийщина»). Функціонує міська друкарня та Видавничий Дім «Укрпол».
У місті діють телерадіокомпанії «Телст» та «ТРК Лан», остання володіє регіональною телекомпанією «TV Лан» та радіостанцією Стрий FM (101,0 FM). У місті встановлений передавач радіостанцій Fresh FM (104,8 FM) та FM Галичина (107,9 FM). Окрім цього транслюються дві радіостанції проводового мовлення: «Голос Стрия» та «Радіо Стрийська хвиля»

### Засоби зв'язку
У місті розвивається мережа Інтернет. Основні інтернет-провайдери: «ТРК Лан», АТ «Укртелеком», ТзОВ «Телст». Стрий знаходиться в зоні покриття національних операторів зв'язку, що працюють у стандартах GSM 900\1800, NMT 450 та CDMA.

## Транспорт

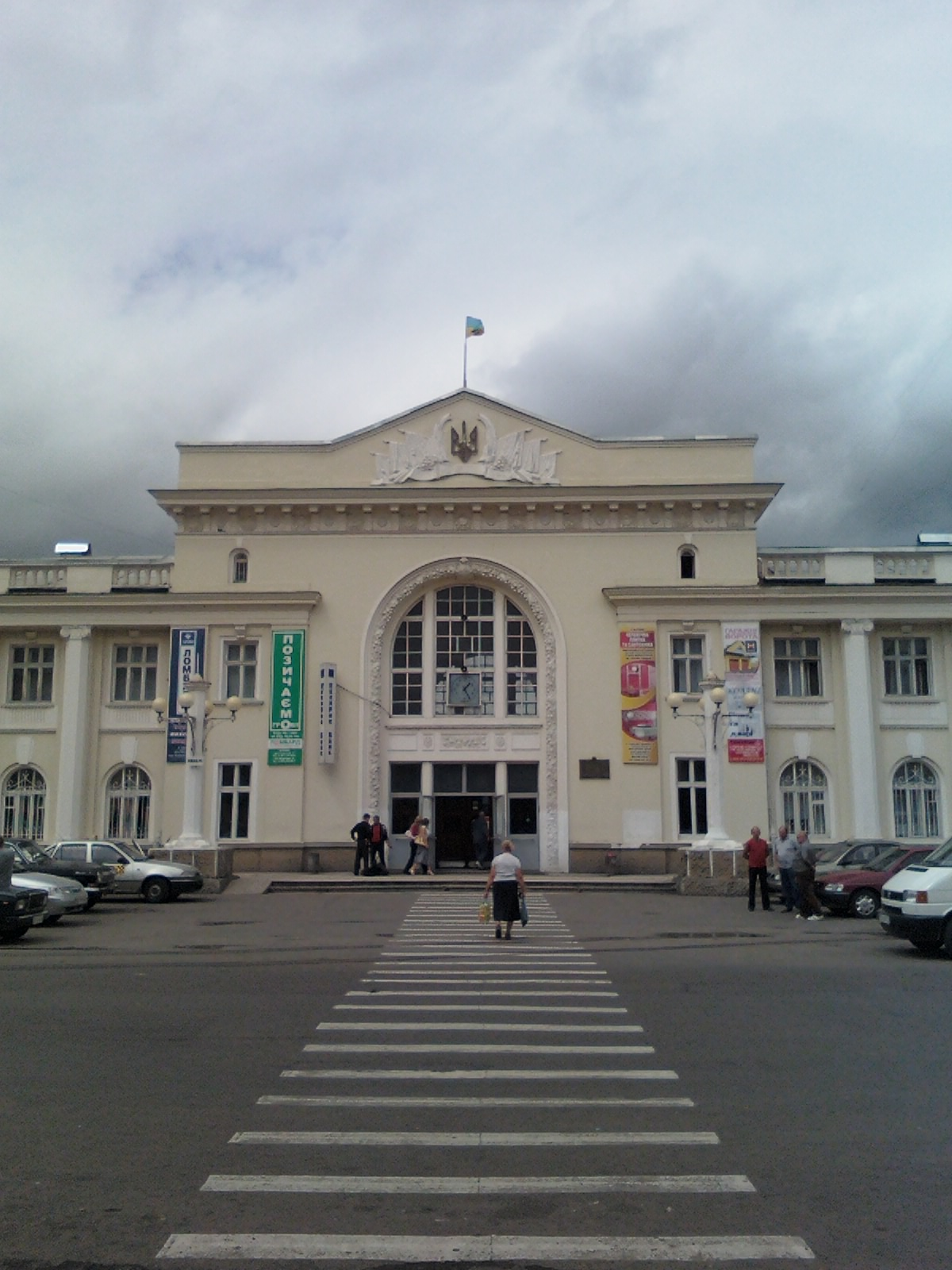
Вокзал станції Стрий

Стрий є важливим транспортним вузлом Західної України, через який пролягають автошляхи міжнародного значення М30 (Стрий — Тернопіль — Вінниця — Умань — Кропивницький — Знам'янка — Дніпро — Луганськ — Ізварине) та М06 (Київ — Чоп), європейські — E50 (Брест — Махачкала), E471 (Мукачеве —Львів), національні Н10 (Стрий — Кишинів) та ряд регіональних. Транзитні автомобільні потоки оминають місто об'їзною дорогою.
Сучасний Стрий є важливим залізничним вузлом. Крім сполучень із іншими областями, через залізничну станцію Стрий прямують поїзди до Відня, Праги.
За 4 км на південний захід від міста розташований колишній військовий аеродром «Стрий», який є унікальний тим, що може приймати літаки всіх існуючих типів. Саме його характеристики, географічне розташування міста може в майбутньому посприяти створенню аеропорту.
В місті діють три автостанції: автостанція № 1 «Стрий» (вул. Успенська, 31), міжміська автостанція № 2 «Стрий» (вул. Вокзальна, 7) та автостанція № 3 «Стрий» (вул. Багряного, 4-А)/
Основним видом громадського транспорту у Стрию є мікроавтобуси, що курсують в режимі маршрутного таксі. Вартість проїзду у міському транспорті з 1 квітня 2024 року складає 20 гривень.

## Економіка

### Промисловість
Стрий є одним із промислово розвинутих центрів Львівської області. Переломним для розвитку економіки міста став 1999 рік, коли промисловість подолала тривалий період спаду виробництва. Важливим для промисловості міста став 2003 рік, коли завершилося будівництво заводу німецької фірми Leoni AG (ТзОВ «LEONI Wiring Systems UA (GmbH)»). У розбудову проекту було інвестовано понад 50 млн євро. Виготовленими на заводі кабельними мережами оснащуються автомобілі світових брендів «Опель», «Порше» та «Фольксваґен». Після 2008 року на показники промисловості негативно вплинула світова фінансова криза.

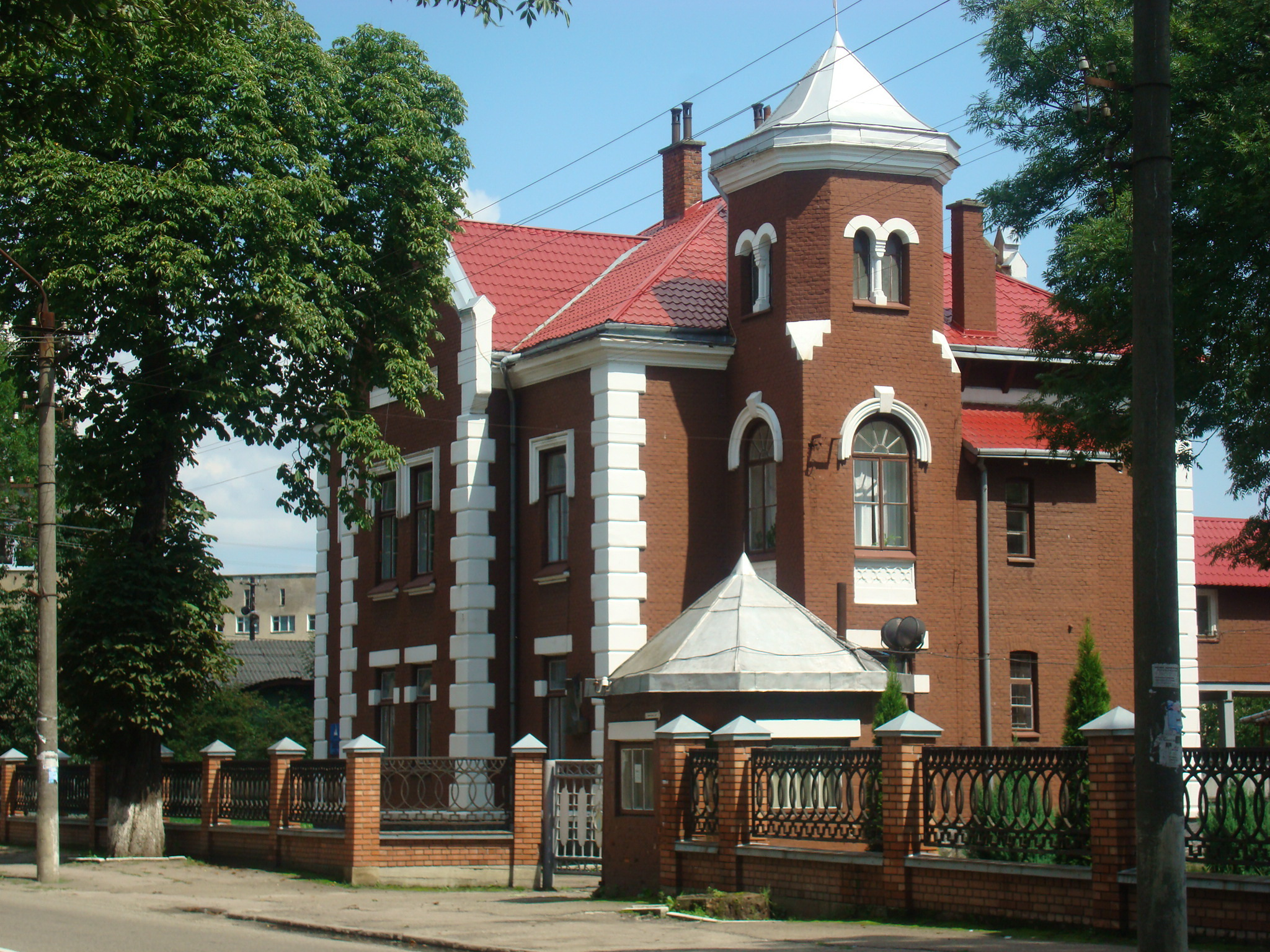
Будівля Стрийського управління підземного зберігання газу
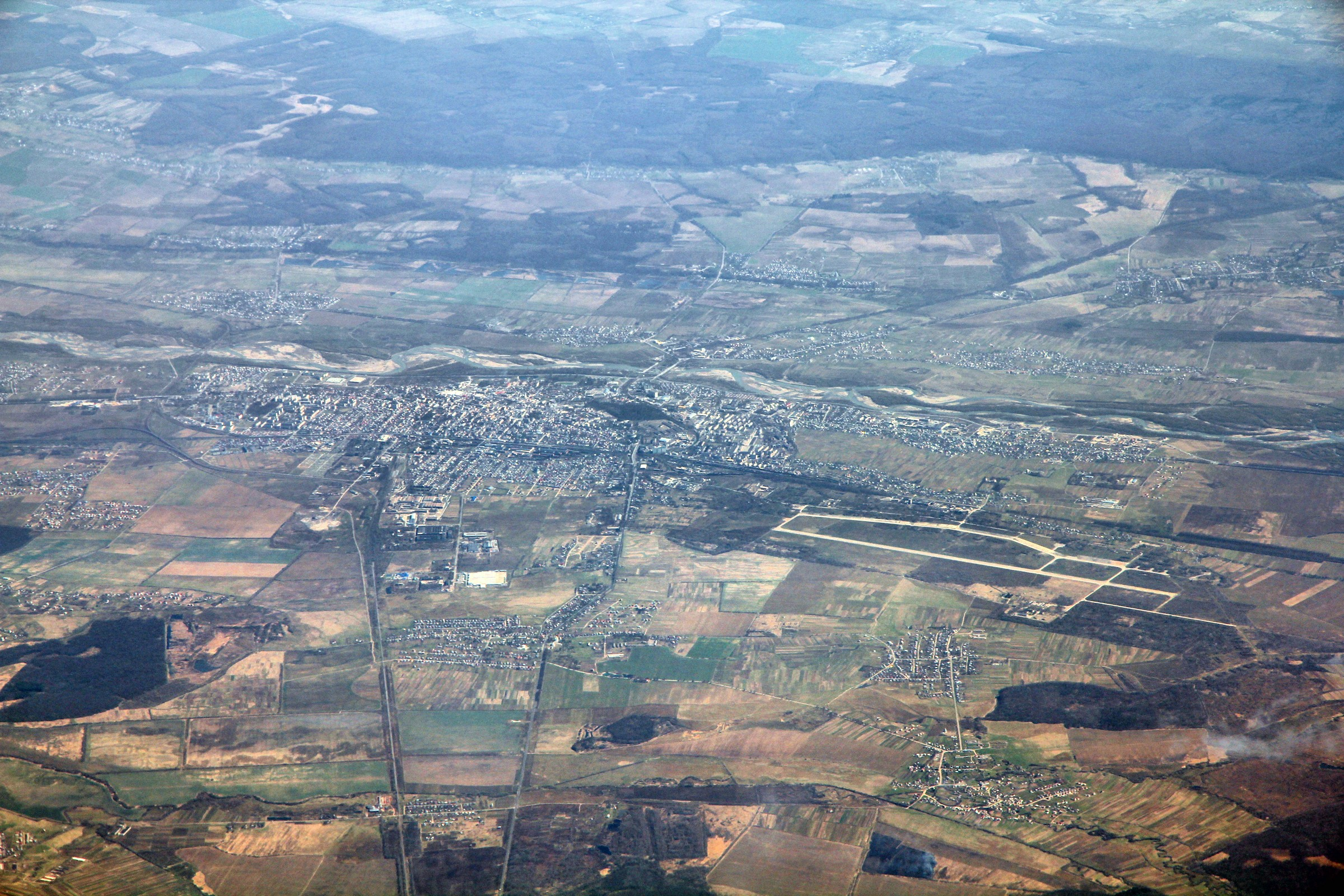
Вигляд на промзону Стрия з висоти пташиного лету

Промисловість в місті представлена такими галузями: машинобудівною, металообробною, деревообробною, легкою, харчовою, поліграфічною та виробництвом будівельних матеріалів. Стрий — осідок газового промислу області і тут розташоване Стрийське газопромислове управління.
Найважливіші підприємства міста:
- ДП «Стрийський вагоноремонтний завод» — одне із найбільших і найстаріших сьогодні діючих (діє із 1874 року) підприємств регіону;
- ТзОВ «LEONI Wiring Systems UA (GmbH)» — завод з випуску кабельних мереж для автомобілів;
- ВАТ Стрий-Авто — виробник автобусної техніки;
- ТзОВ Discovery Drilling Equipment Ltd. (створений на базі ВАТ «Стрийський завод „Металіст“») — виробництво бурової геологорозвідувальної техніки;
- ТзОВ «Екран» — виробництво дверей та вікон з ПВХ;
- ТзОВ «Перша Українська Цинковня» — завод гарячого цинкування металу, як частина концерну «Екран»;
- ВАТ «Меблевий комбінат „Стрий“» — одне із найбільших і найсучасніших українських виробників меблів із масиву деревини;
- ТзОВ «Видавничий Дім „Укрпол“» — лідер у галузі поліграфії в Західному регіоні України;
- «Стрітекс» — україно-данська швейна фабрика, одне із найстаріших підприємств регіону;
- ВАТ «Стрийський завод КПО» — випуск ковальсько-пресового обладнання;
- Комбінат хлібопродуктів № 1 та Комбінат хлібопродуктів № 2 — виробництво продуктів борошномельно-круп'яної промисловості;
- ПП «СМіО» (торгова марка «Стрийські делікатеси») та ПП «Роман» — виробництво м'ясопродуктів.

## Медицина
У 1809 році в Стрию був заснований перший оздоровчий центр — аптека, пізніше на її базі була відкрита перша приватна лікарня. Відкрив її чех Баулік. До того часу люди в основному лікувалися методом народної медицини в домашніх умовах. В середині XIX століття у Стрию відкрилася друга приватна лікарня. Лікування було дорогим і не всі жителі могли оплатити послуги лікарів. Тому за показником смертності місто посідало третє місце серед міст Австро-Угорської імперії наприкінці XIX століття.
Дещо покращилися умови лікування під час Першої світової війни, коли у Стрию відкрилися військові шпиталі. За допомогою до військових лікарів зверталися мешканці Стрия та навколишніх сіл. В цей час наприкінці XIX століття відкрилася перша стаціонарна міська лікарня. З утворенням ЗУНР у місті розташувалася військова лікарня Третього корпусу Української Галицької Армії, яка була створена у 1919 році. Поряд діяла міська лікарня.
За радянських часів було запроваджено безкоштовне лікування мешканців, відкриті лікарня та поліклініка.
Охорона здоров'я міста представлена чотирма медичними установами, які підпорядковані відділу охорони здоров'я виконкому Стрийської міської ради:
- Стрийська центральна міська лікарня, складається з таких відділень: терапевтичне, пульмонологічне, кардіологічне, неврологічне, шкірно-венерологічне, інфекційне, поліклінічне.
- Стрийська міська дитяча лікарня, складається з таких відділень: педіатричне, поліклінічне.
- Стрийський міжрайонний пологовий будинок, складається з таких відділень: пологове, патологія вагітних, гінекологічне, жіноча консультація.
- Стрийська міська стоматологічна поліклініка, складається з таких відділень: терапевтичне, ортопедичне, дитяче.

Крім цього в місті діє:
- Стрийська залізнична лікарня.
- Стрийська центральна районна лікарня.

При Стрийській центральній районній лікарні діє клініка Міжнародного центру нейрохірургії, аналог такої клініки в Україні є лише у Києві.

## Освіта

### Заклади дошкільної освіти
Дошкільна освіта міста представлена 12 дошкільними навчальними закладами (дитячі садочки), 5 з яких — комбінованого типу і один — компенсуючого типу.

### Заклади шкільної освіти

Спеціалізована ЗСШ № 4 з вивчення англійської мови

В місті існує 13 середніх навчальних закладів (школи), з них 10 середніх загальноосвітніх шкіл, серед них одна — спеціалізована з вивчення англійської мови (ЗСШ № 4), одна гімназія та дві початкові школи № 11 та № 12.
Заклади шкільної освіти міста Стрия: ЗСШ I—III ступенів № 1, Стрийський ліцей імені Андрія Корчака, Стрийський ліцей імені Івана Франка, Спеціалізована ЗСШ I—III ступенів № 4, ЗСШ I—III ступенів № 5 імені В. Стасюка, ЗСШ I—III ступенів № 6, ЗСШ I—III ступенів № 7, ЗСШ I—III ступенів № 8, ЗСШ I—III ступенів № 9, ЗСШ I—III ступенів № 10, Початкова школа І ступеня № 11, Початкова школа—сад І ступеня № 12, Навчально-виховний комплекс «Школа І ступеня — гімназія імені Митрополита Андрея Шептицького».

### Заклади спеціальної та вищої освіти
У місті знаходиться Стрийська філія інституту підприємництва та перспективних технологій при Національному університеті «Львівська політехніка», Стрийський коледж Львівського національного аграрного університету, три вищі професійні училища: ВПУ № 8, ВПУ № 34, ВПУ № 35 та художньо-професійний ліцей ВПУ №  16.

### Заклади позашкільної освіти
Позашкільні заклади освіти міста Стрия: міська та районна ДЮСШ, філія Малої академії наук України, станція юних техніків, станція юних натуралістів, дитяча музична школа імені Остапа Нижанківського, школа мистецтв, центр творчості дітей та юнацтва, хорова школа «Щедрик», будинок працівників освіти, польський культурний центр імені Корнеля Макушинського (вивчення польської та англійської мов), міжшкільний виробничий комбінат.

## Культура
У Стрию функціонує понад 20 закладів культури. Найголовніші із них: Народний дім, міський та районний будинки культури.
У місті діє Стрийське відділення Національної спілки письменників України та літературно-мистецькі об'єднання «Хвилі Стрия» та «Стрий-КО». Традиційними для міста стали Всеукраїнський конкурс юних піаністів імені Нестора Нижанківського та пісенний фестиваль «Цвіт папороті», який у 2009 році проводився у статусі всеукраїнського.
У Стрию діє декілька мистецьких колективів, зокрема такі: муніципальний чоловічий хор «Каменяр» (художній керівник та диригент — заслужений діяч мистецтв України Степан Целюх), Народний камерний хор імені Михайла Вербицького (художній керівник та диригент — заслужений працівник культури України Ігор Михайлів), Зразковий дитячий хор «Щедрик» (художній керівник та диригент — Ігор Іваницький), Народний камерний оркестр (художній керівник — Іриней Турканик), Народний драматичний колектив (керівник — Іван Нагірний), Народний вокально-інструментальний гурт «Говерла» (керівник — Михайло Золотуха).
З початку 2000-х років у Стрию функціонує народний театр "Перелаз". Його засновником та режисером був Іван Нагірний. Театральний колектив складався на початку з 12 осіб й за звичай ставив на сцені класичні українські п'єси («Як козам роги виправляють» Юрія Федьковича, «Пошились у дурні» Марка Кропивницького, "Соколики" Григорія Цеглинського). З 2023 року режисером театрального колективу є Надія Василишин.

### Бібліотеки
Всі бібліотеки міста об'єднані у Централізовану бібліотечну систему. За сприяння Стрийської міської ради, місцевих підприємців та програми «Бібліоміст» бібліотеки є комп'ютеризовані і під'єднані до мережі Інтернет. Центральна міська бібліотека в 2010 році стала членом Української бібліотечної асоціації.
| Назва бібліотеки                               | Створена | Бібліотечний фонд  |
| ---------------------------------------------- | -------- | ------------------ |
| Центральна бібліотека імені Маркіяна Шашкевича | 1940     | 125000 примірників |
| Бібліотека-філія № 2                           | 1956     | 1130 примірників   |
| Бібліотека-філія № 3                           | 1972     | 19804 примірників  |
| Центральна дитяча бібліотека імені Стефаника   | 1948     | 53000 примірників  |
| Бібліотека-філія № 4                           | 1962     | 21000 примірників  |
| Бібліотека-філія № 6                           | 1990     | 23052 примірників  |

### Музеї
У Стрию на сьогоднішній день діє близько десятка музеїв. Головним музеєм міста є краєзнавчий музей «Верховина».
- Краєзнавчий музей «Верховина», основна функція музею — збереження і зібрання матеріалів та предметів з етнографії та історичного розвитку Стрийщини.

Музей «Верховина» має декілька філіалів, зокрема:
- Меморіальний комплекс «Борцям за волю України» — меморіальний комплекс жертвам репресій, розташований у будинку колишньої тюрми;
- Музей Петра Обаля — музей-виставкова зала українського художника і викладача малювання Петра Обаля;
- Музей-садиба родини Бандерів — музей створений у будинку, в якому впродовж 1919–1928 років мешкав під час свого навчання в Стрию Степан Бандера;
- Музей Ольги Бачинської — музей відомої стриянки Ольги Бачинської, учасниці багатьох громадських товариств і подій;

Крім музею «Верховина» та його філій в місті діють ще такі музеї:
- Літературно-мистецький музей «Хвилі Стрия» — музей літературно-мистецького об'єднання «Хвилі Стрия»;
- Музей бджільництва Прикарпатського краю — музей історії бджільництва Прикарпатського краю;
- Кімната-музей Остапа та Нестора Нижанківських — музей присвячений пам'яті війни в Афганістані;
- Народний дім — музейні експозиції присвячені стрийським композиторам;
- Музей Афганської пам'яті
- Музей історії Народного дому та стрийського осередку «Просвіти» — музей головної культурної споруди міста та історії стрийського осередку «Просвіти».

## Природно-заповідний фонд
Ботанічні пам'ятки природи
Віковий дуб, Група дерев та кущів, Група тиса ягідного, Дуб І. Франка, Магнолія.
Парки-пам'ятки садово-паркового мистецтва
Парк Злуки, Парк імені Тараса Шевченка, Парк Нижанківського.
Втрачені об'єкти ПЗФ
Група акацій бородавчастих, Група дерев, Модрина, Сосна веймутова (3).

### «Місто магнолій»

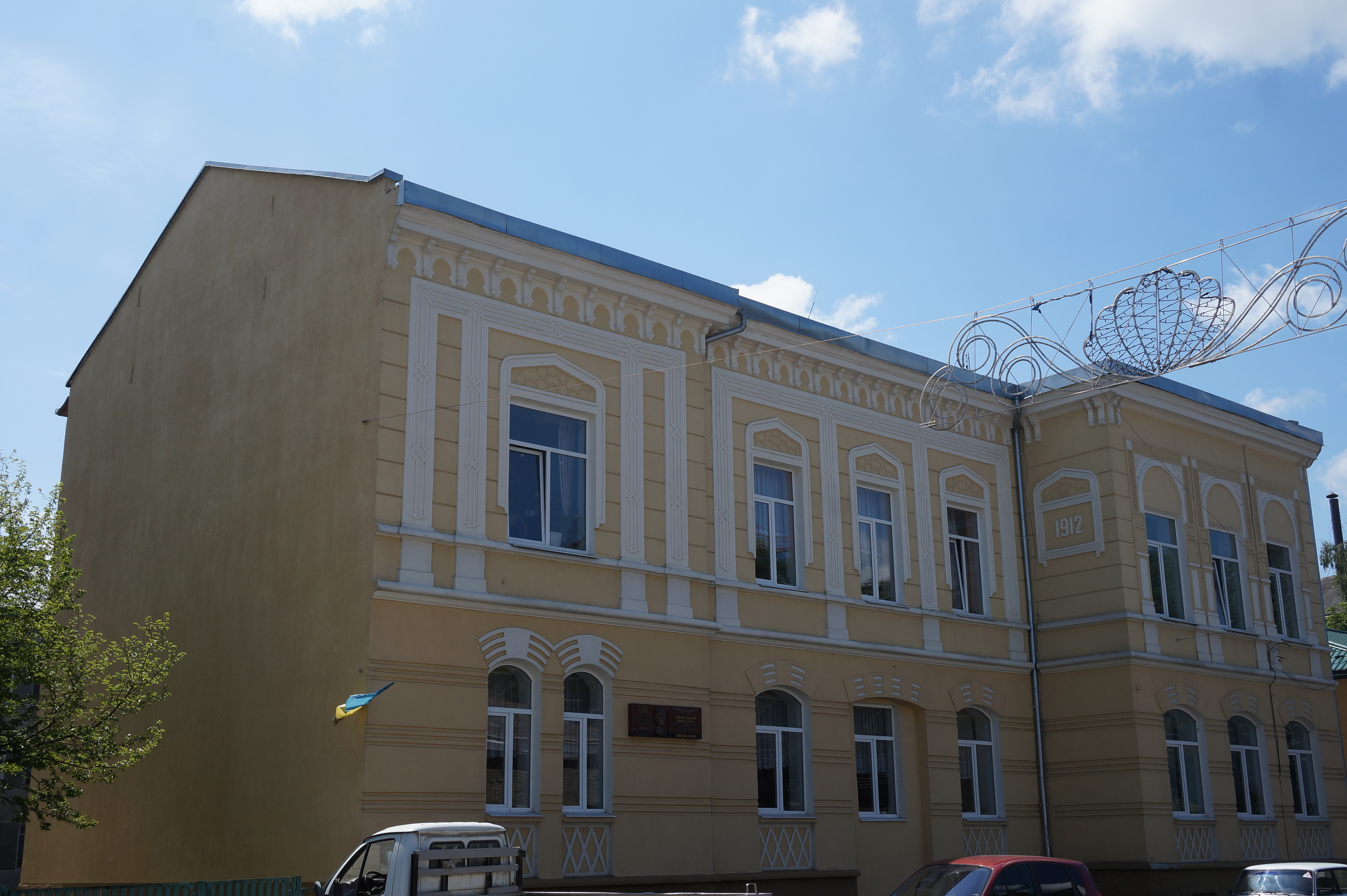
Будівля на вулиці Тараса Шевченка, 70

Навесні 2015 року у Стрию розпочалась акція «Стрий — місто магнолій». Організаторами виступили ГО «Молодь Стрийщини» та її керівник Михайло Шмігельський. Станом на весну 2016 року в загальному у місті посаджено понад 50 молодих магнолій.

## Релігія
Найбільшою релігійною громадою є греко-католицька. У місті діє Стрийська єпархія УГКЦ, до складу якої входили п'ять ліквідованих у 2020 році адміністративних районів Львівської області: Стрийський район, Городоцький район, Жидачівський район, Миколаївський район (центральна частина), Перемишлянський район (північно-східна частина). При єпархії діє міжнародний благодійний фонд «Карітас». До храмів УГКЦ у Стрию належать: кафедральний храм Успіння Пресвятої Богородиці, Благовіщення Пречистої Діви Марії, Святих Апостолів Петра і Павла, Святих Володимира і Ольги, Всіх Святих Українського Народу, Блаженного Священномученика Миколая Чернецького*, Блаженного Священномученика Йосифата Коциловського*, Святого Апостола Якова*.
До релігійної громади Української православної церкви Київського патріархату належить церква Архістратига Михаїла та собор Святого Іонна Хрестителя.
Костел Різдва Пресвятої Богородиці  — єдиний римо-католицький храм міста. При єпархії діє релігійна місія «Карітас-Спес-Стрий». Також в місті діють ряд протестантських громад, зокрема: християни віри євангельської, адвентисти та баптисти.

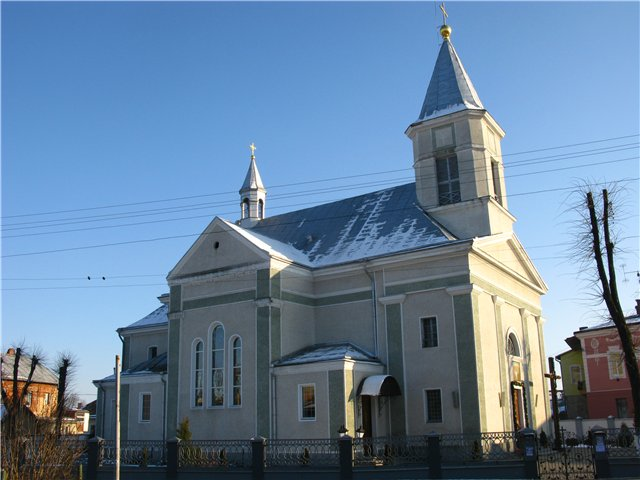
Церква Успення Пресвятої Богородиці
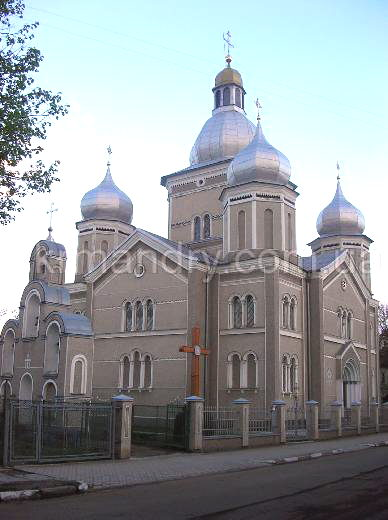
Церква Благовіщення Пречистої Діви Марії
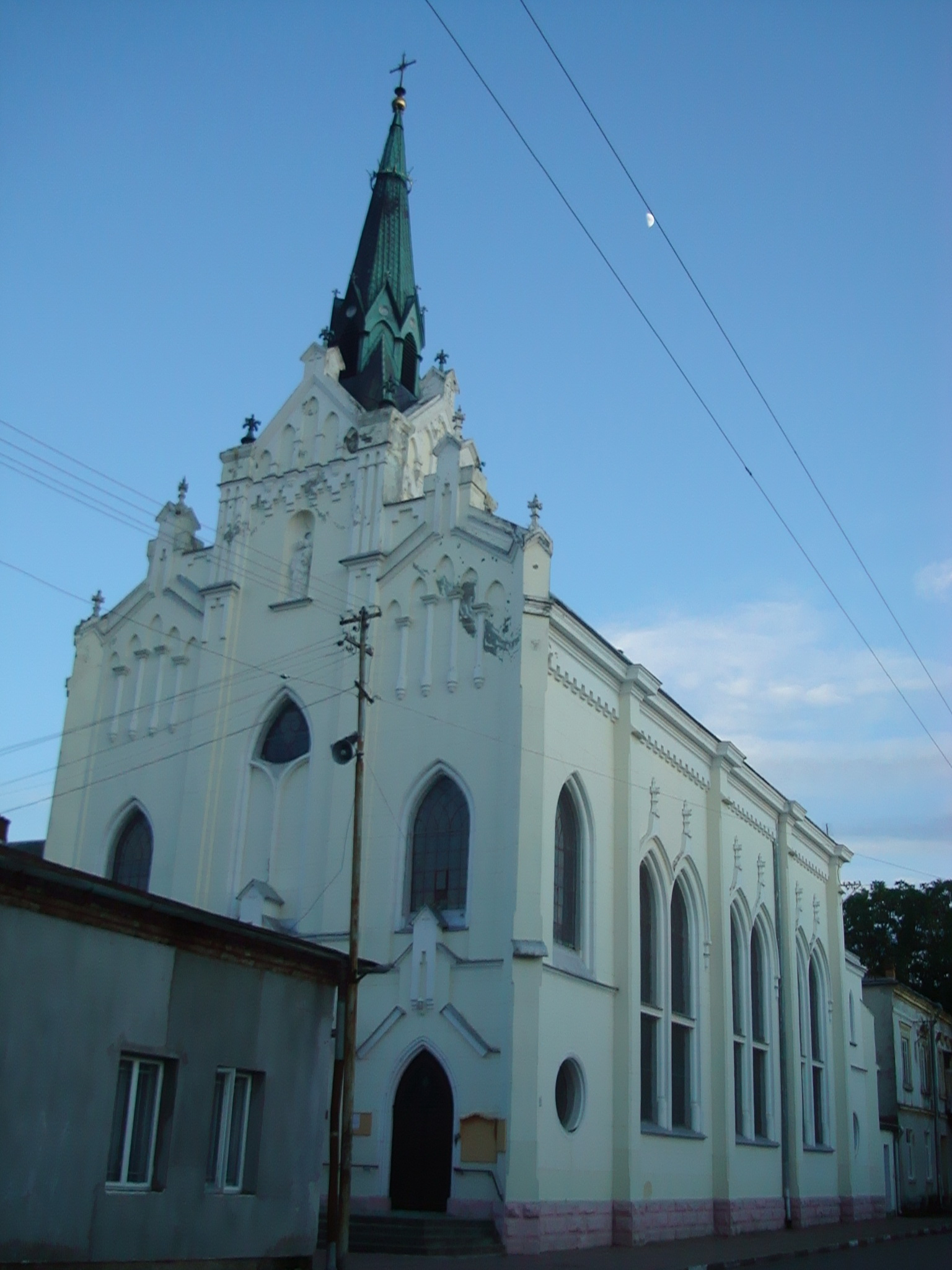
Церква Архистратига Михаїла
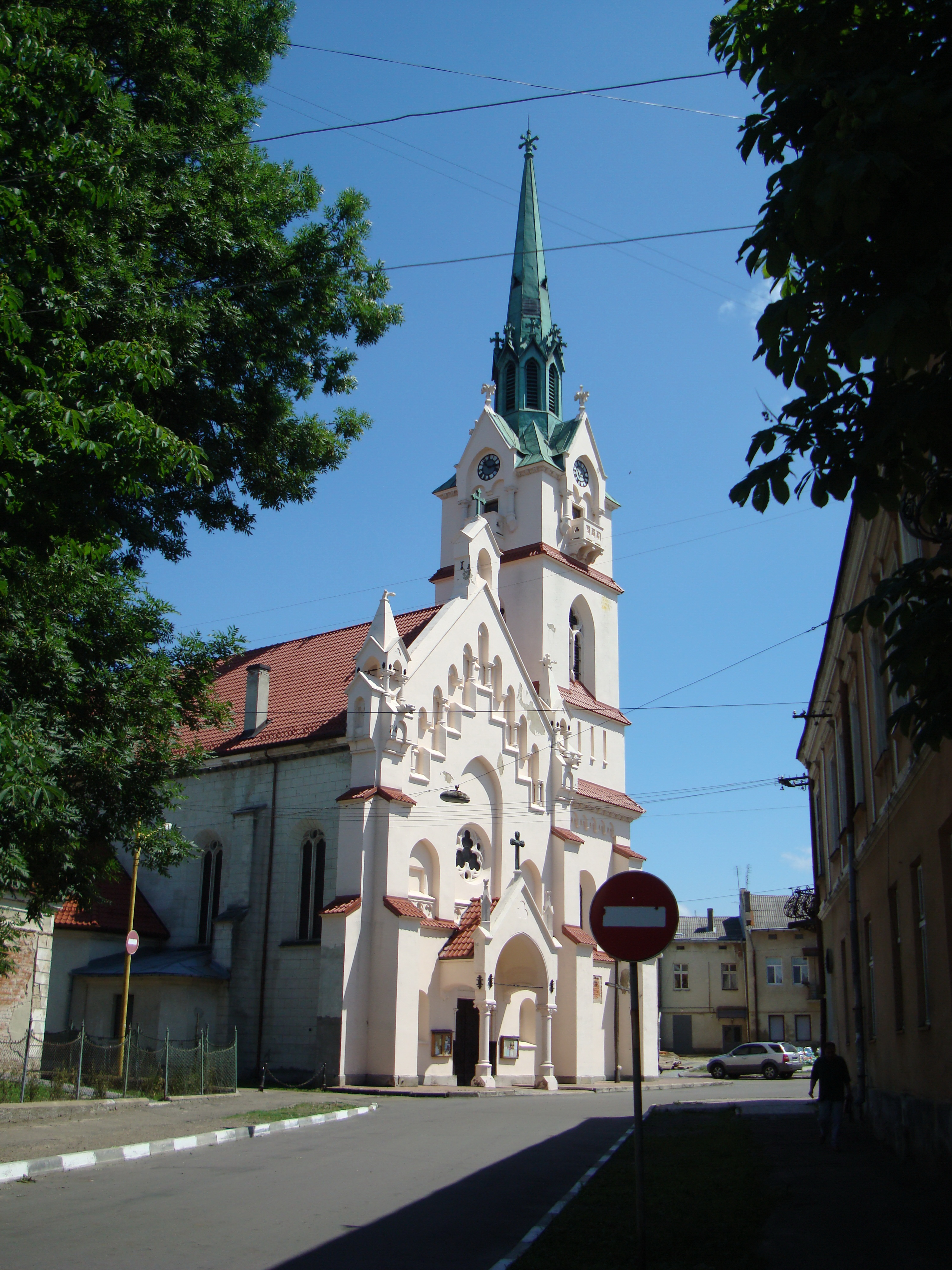
Костел Різдва Пресвятої Богородиці
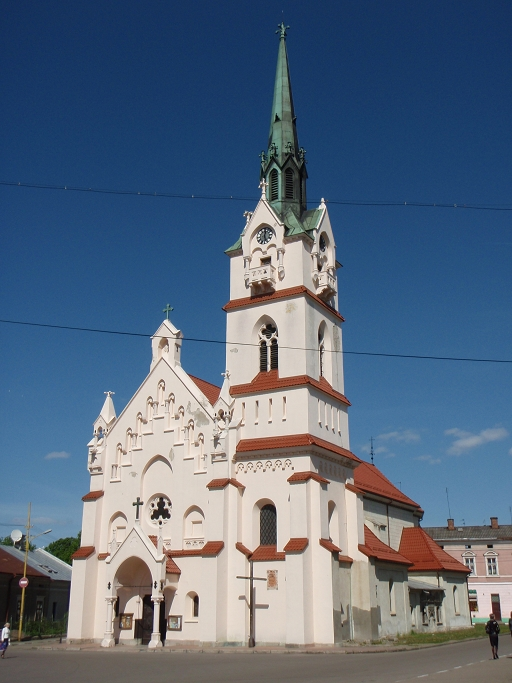
Костел Пресвятої Діви Марії

## Архітектура

Пам'ятник Тарасові Шевченку, Івану Франку та Лесі Українці на майдані Незалежності

Значною мірою на архітектуру міста вплинуло 18 великих пожеж. Найбільша пожежа 1886 року знищила 3/4 міста (970 будинків): всі громадські будівлі, житлові квартали, суд, магістрат, костел, військові склади, податковий уряд, повітову раду, синагогу. Для відбудови міста уряд Австро-Угорщини надав грошову допомогу в сумі 10 000 золотих крейцерів для відбудови міста згідно з архітектурним планом Львівського політехнічного товариства, котрий передбачав правильні геометричні форми забудови кварталів, спорудження двоповерхових кам'яних домів. Кошти для новобудов збирали в цілій імперії. Саме тому в Стрию немає споруд XVIII—XIX століть. Зате чудово представлені зразки архітектурних стилів початку XX століття — романтичний модерн, сецесія, конструктивізм. Найдавніші будови — реконструйований наприкінці XIX століття костел та будинок санстанції, збудований у стилі класицизму.
У першій половині XX століття Стрий мав ошатний та привабливий вигляд: бруковані вулички із газовими ліхтарями, перед будинками — городи з квітами, вздовж вулиць висаджені низькорослі дерева декоративних порід.

### Пам'ятки архітектури
В Стрию налічується 105 пам'яток архітектури місцевого значення.
До найголовніших історико-архітектурних пам'яток міста належать:
- Костел Різдва Пресвятої Богородиці  — одна із найстаріших будівель міста. Зведений у 1425 році, пережив декілька реконструкцій.
- Церква Архістратига Михаїла  — колишній костел Святого Йосифа, збудований у стилі модерн з елементами неоготики у 1912 році.
- Народний дім  — один із міських закладів культури, побудований на кошти українців і відкритий у 1901 році; архітектурний стиль — еклектизм.
- Міський будинок культури  — колишній будинок товариства «Сокіл» зведений у 1906 році.
- Будинок санстанції  — колишній фільварок, одна із найстаріших будівель міста. За переказами, цей будинок спорудив колишній стрийський староста, а пізніше король Польщі Ян III Собеський для своєї дружини Марії.
- Будинок центру творчості дітей та юнацтва — колишня вілла «Турег», збудована у другій половині XIX століття у стилі еклектичного історизму.
- Будинок середньої школи № 7  — будівля колишньої гімназії, зведена у стилі класицизм.
- Стрийська синагога — перебуває у напівзруйнованому вигляді.

### Пам'ятники
У 1862 році в парку «Вільшина» (нині — парк імені Тараса Шевченка) спорудили один із перших, а можливо й перший пам'ятник у Стрию присвячений пам'яті австрійських солдат, що загинули під Маджентою і Сольферіно (скульптор Ципріан Годебський). Приблизно у 1919—1920 роках пам'ятник знищено.
У Стрию встановлено чимало пам'ятників видатним українським діячам, зокрема єдиний в Україні пам'ятник-триптих Тарасу Шевченку, Івану Франку, Лесі Українці, єдиний на Львівщині пам'ятник Ярославу Стецьку, а також пам'ятники Степану Бандері, Богдану Хмельницькому, Тарасу Шевченку, два пам'ятники Івану Франку, пам'ятник «Синам Стрийщини, які не повернулися з Афганської війни», скульптурна композиція «Пієта» (як частина меморіального комплексу), пам'ятний знак Зеновію Красівському та пам'ятник радянському солдату на міському цвинтарі.

## Спорт
Найпопулярнішим видом спорту в Стрию є футбол. Традиції стрийського футболу закладались ще на початку XX століття, коли в Стрию існували дві команди — польська «Погонь» та українська «Скала». Трохи пізніше з'явилися команди «РКС» та «Стриянка».
Перші відомості про футбол у Стрию відносяться до 1906 року, до речі, другі у Галичині. Перший матч у Стрию відбувся 29 червня 1906 року, коли збірна стрийської гімназії поступилась збірній Львова — 0:3. Наступного року було засновано Студентський Клуб Спортовий (СКС), який незабаром був перейменований у «Погонь».
У 1911 році українці Стрия організували власний спортивний клуб. Клуб отримав назву — Український Спортовий Клуб (У.С.К.) «Скала». 28 серпня 2011 року клуб відзначив своє століття і є одним із найстаріших футбольних клубів України. Нині ФК «Скала» виступає у Другій лізі Чемпіонату України з футболу.
Високих успіхів стрияни досягли в автомодельному спорті (кордові моделі), двічі поспіль (2010 р., 2011 р.) стаючи чемпіонами України. В Стрию із цього виду спорту проводилися етапи чемпіонату України, 57-й чемпіонат Європи (з 31 липня по 2 серпня 2008 року), фінальний етап Кубка Європи-2011 (з 9 вересня по 11 вересня 2011 року).
У місті є декілька стадіонів, на найбільшому з них, стадіоні «Сокіл» домашні поєдинки проводить місцева футбольна команда «Скала», проводяться чемпіонати із легкої атлетики та автомодельного спорту (кордові моделі).
У Стрию діють дві дитячо-юнацькі спортивні школи, 15 спортивних клубів за місцем проживання, а також 12 спортивних залів та відкритих спортивних майданчиків. Найпопулярніші види спорту серед молоді — це: футбол, єдиноборства та бойові мистецтва (бокс, карате, тайський бокс, дзюдо), легка атлетика, теніс, картинг, настільний теніс та багато інших.

## Міста-побратими
| Місто             | Країна               | Дата угоди       |
| ----------------- | -------------------- | ---------------- |
| Новий Сонч        | Польща               | 6 червня 2004    |
| Лешно             | Польща               | 6 червня 2004    |
| Львувецький повіт | Польща               | 6 червня 2004    |
| Закопане          | Польща               | 6 червня 2004    |
| Збоншинек         | Польща               | 6 червня 2004    |
| Бєльці            | Молдова              | 30 грудня 1980   |
| Дюрен             | Німеччина            | 15 вересня 2001  |
| Даугавпілс        | Латвія               |                  |
| Кішкунгалаш       | Угорщина             |                  |
| Градачаць         | Боснія і Герцеговина |                  |
| Менсфілд          | Велика Британія      |                  |
| Ле-Ерб'є          | Франція              |                  |
| Вегревіль         | Канада               | 2009             |
| Еш-сюр-Альзетт    | Люксембург           | 6 листопада 2022 |

## Пов'язані особи

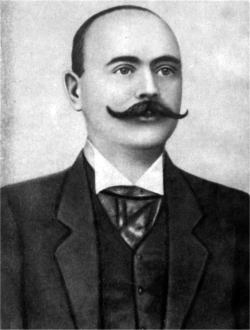
Лесь Мартович

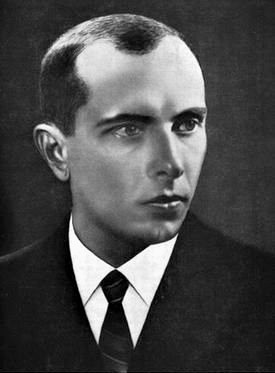
Степан Бандера

Богдан Весоловський

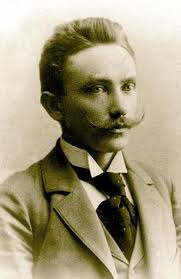
Філарет Колесса

Лев Ребет

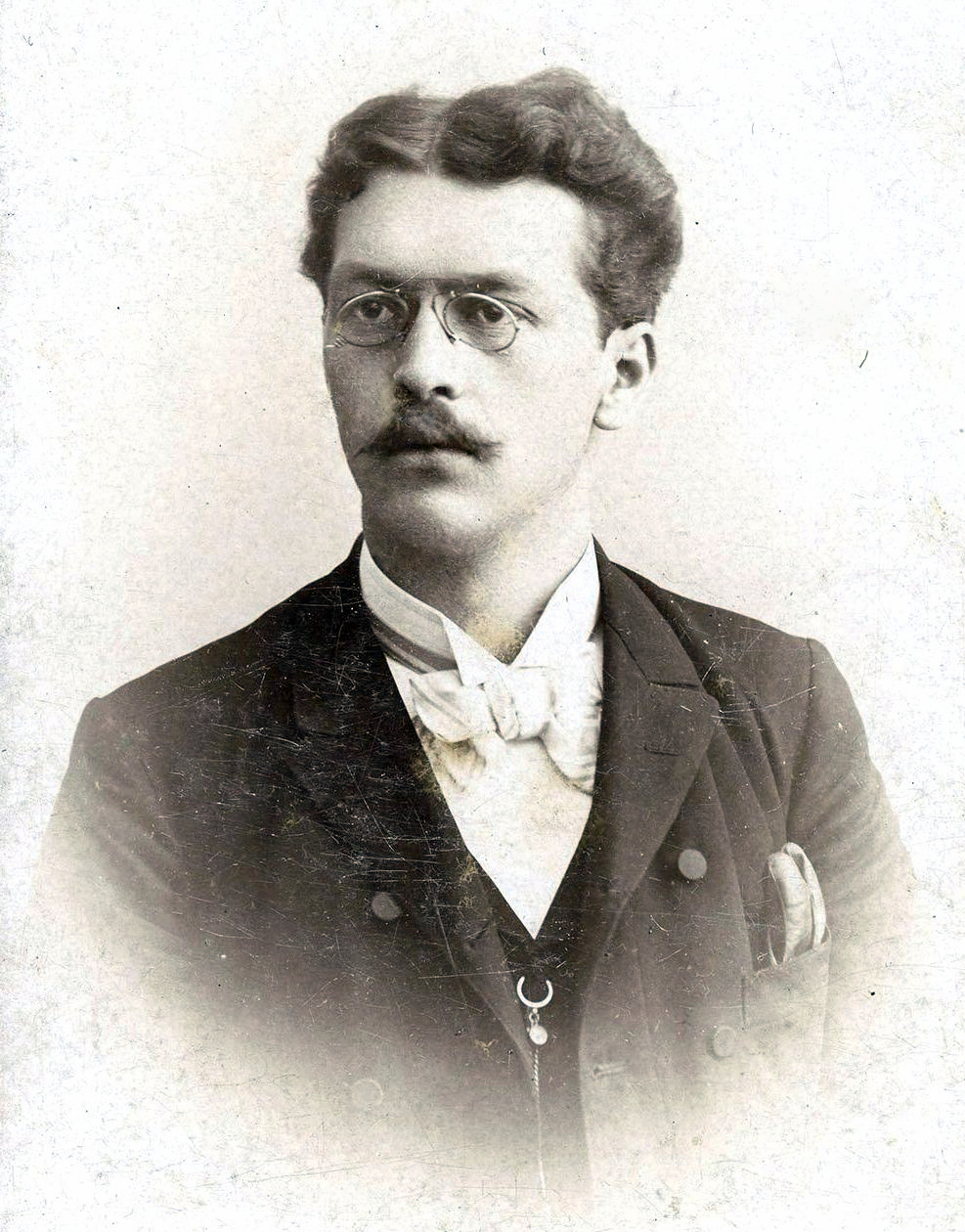
Остап Нижанківський

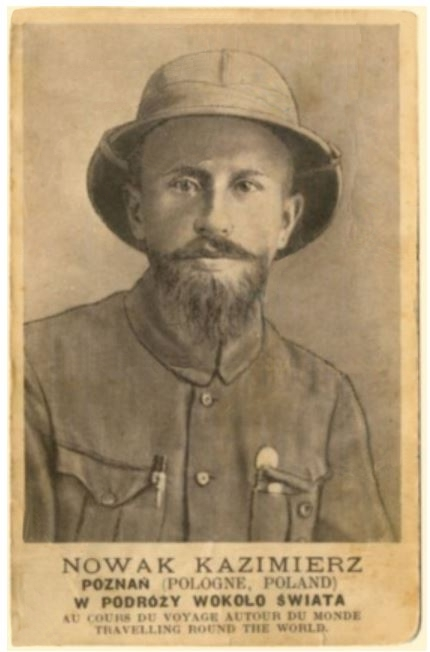
Казімєж Новак

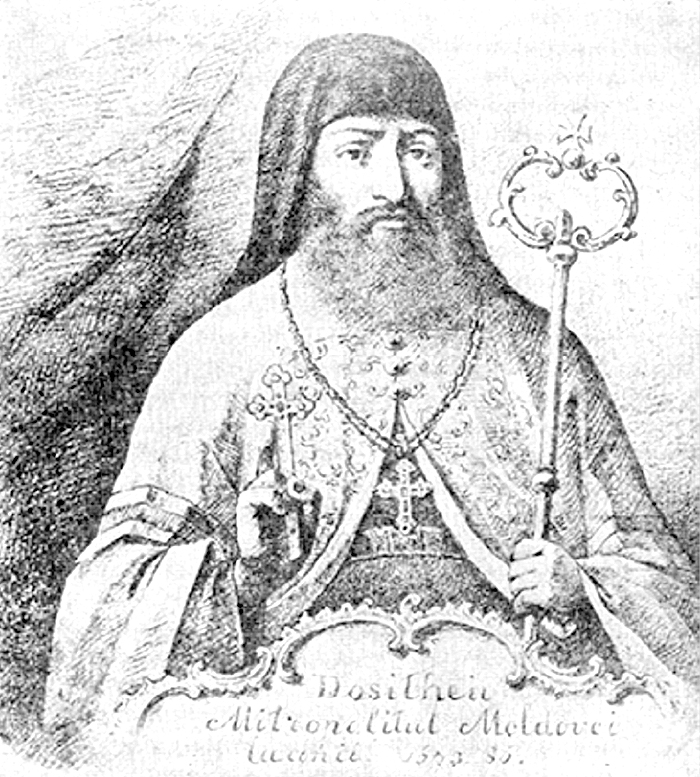
Дософтей

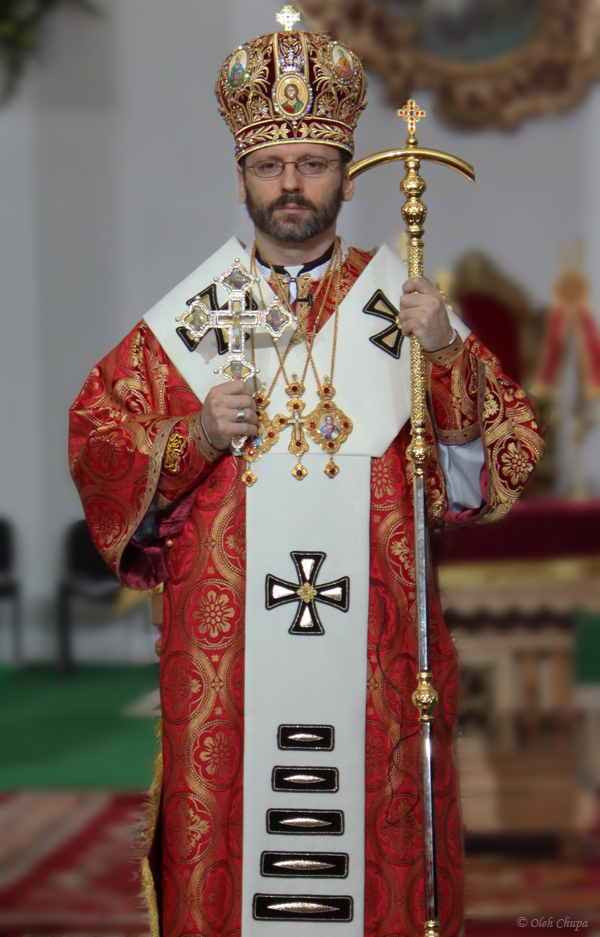
Святослав Шевчук

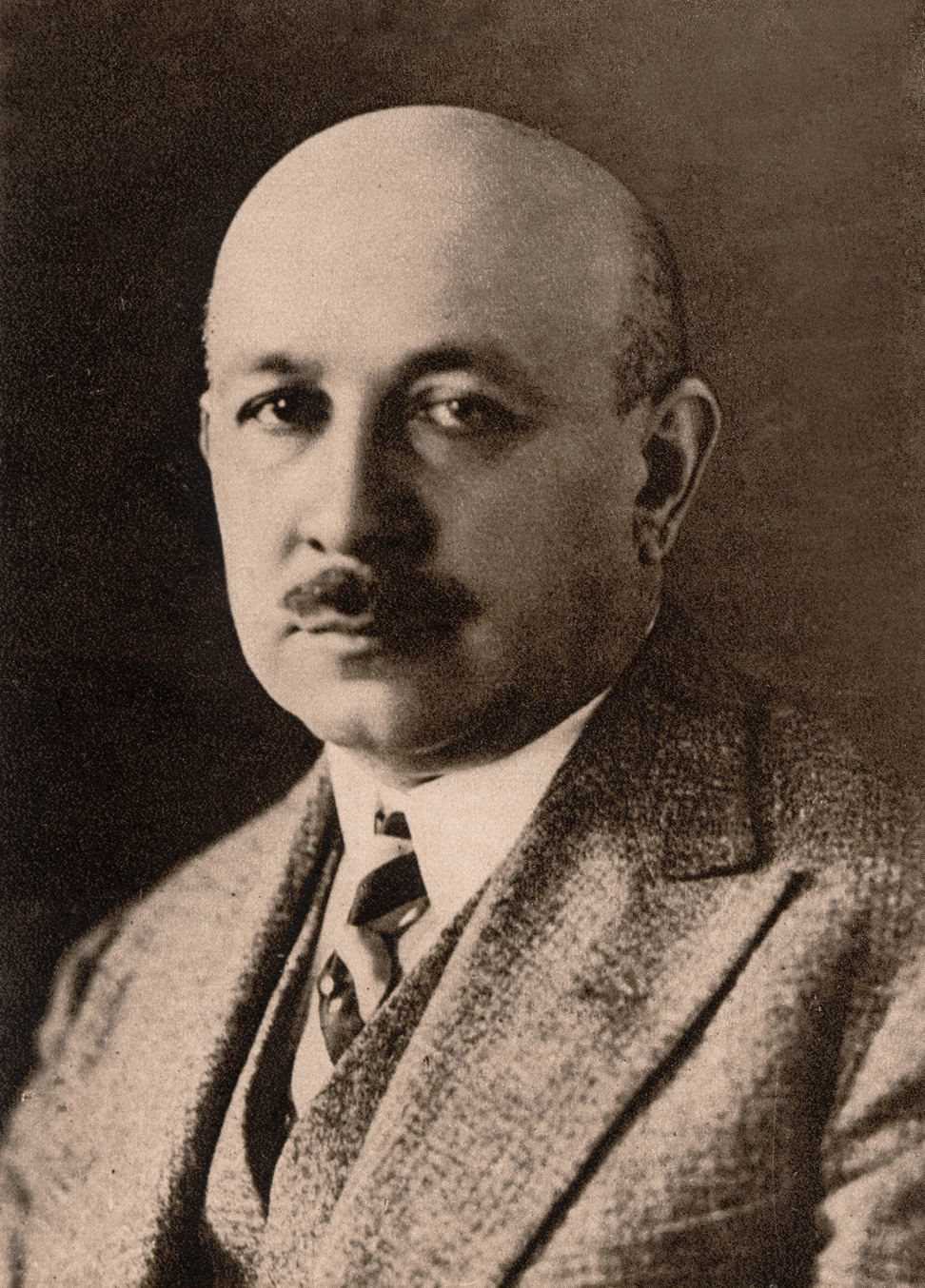
Корнелій Макушинський

### Науковці
- Лариса Марія Любов Залеська Онишкевич (1935) — українознавець, літературознавець, доктор філософії Пенсильванського університету, голова Наукового товариства ім. Шевченка в США (2000—2006).
- Ярослав Гарун — український науковець, промисловець та управлінець, фахівець у сфері нафтопереробки та нафтохімії, кандидат хімічних наук (1981), директор Дрогобицького дослідного заводу та ВАТ «Галол».

### Письменники, поети, перекладачі
У Стрию народилися українські перекладачі та поети: Анатолій Онишко, Ігор Шанковський, поетеса, письменниця і художниця Ліда Палій та поетеса, перекладач, мистецтвознавець Марта Калитовська, бібліограф, літературознавець, музеєзнавець, видавець, педагог, упорядник книжок, автор передмов і приміток до книг, громадський діяч, пластун Євген-Юлій Пеленський. У місті певний час працював український письменник та громадський діяч Лесь Мартович, який видав у Стрию літературно-художній, науково-публіцистичний збірник «Ватра». Уродженцями міста також є американський письменник Луї Беглі та польські письменники Юліан Стрийковський та Корнелій Макушинський. У стрийській гімназії навчався польський поет Казимир Вежинський.

### Художники
Одним із найперших стрийських художників є представник Львівського ренесансу — Василь зі Стрия. I У Стрию народився австрійський художник Людвіг Міннігероде. Половину свого життя в місті прожив український художник та викладач малювання Петро Обаль. До стрийських художників також належать Ігор Боднар, Олекса Харків, Григорій Паламар, Ігор Завозін, Остап Оброца та  Іван Венгринович.

### Музиканти, композитори, диригенти
У Стрию свої дитячі роки провів популярний український пісняр, композитор, акордеоніст Богдан Весоловський. Із містом тісно пов'язані долі таких українських композиторів, як Філарет Колесса, Нестор та Остап Нижанківські. Уродженцями міста є польський композитор Джозеф Кофлер, українські диригенти Тарас Микитка та Ярема Скибинський, брати Володимир та Леонтій Бебешки (відомий за псевдонімом «Левко Дурко»). У місті певний час жив та працював український диригент та композитор Євген Форостина.

### Архітектори
У місті провели свої дитячі роки та навчалися такі українські архітектори, як Іван Левинський, Василь Нагірний та Григорій Пежанський. Тут працювали Адам Опольський та Сильвестр Гавришкевич.

### Історики, етнографи та мандрівники
У Стрию народився український філософ, історик культури Іван Мірчук. Тут провів свої дитячі роки український історик Ярослав Ісаєвич. Уродженцем міста є польський мандрівник і кореспондент Казімєж Новак, який свого часу став першою людиною в світі, яка самостійно двічі перетнула Африку з півночі на південь і у зворотному напрямку. В місті певний час проживав чеський етнограф, дослідник українського народного побуту і фольклору в Галичині Франтішек Ржегорж.

### Релігійні діячі
У 1683–1684 роках у місті проживав молдовський митрополит і політичний діяч Дософтей. Із містом пов'язані імена багатьох діячів УГКЦ: Андрій Білецький, Олекса Бобикевич, Мирослав Любачківський, Олексій Зарицький. Теперішній глава УГКЦ Святослав Шевчук народився в Стрию.

### Громадсько-політичні та військові діячі
- Віталій Антонов (підприємець, почесний консул Литовської Республіки у Львові).
- Ольга Бачинська.
- Олександр Башта — український спортсмен, громадський діяч.
- Остап Вахнянин — діяч Пласту.
- Збігнєв Месснер (прем'єр-міністр Польщі у 1985—1988 роках).
- Ярослав Кондратьєв (генерал-полковник міліції, ректор Національної академії внутрішніх справ України).
- Зеновій Красівський (літератор і правозахисник) та Олесницький Євген.
- Пол Винник — головнокомандувач армії Канади є внуком канадських емігрантів зі Стрию.
- Мирослава Знаєнко — славістка, літературознавець, культуролог.

Діячі ОУН, пов'язані зі Стриєм:
- Степан Бандера (навчався і провів тут свої юні роки).
- Лев Ребет (уродженець міста).
- Олекса Гасин (Лицар) (уродженець міста).
- Осип Грицак (уродженець міста).
- Адам Куровицький.
- Вахнянин Остап — засновник Закарпатського Пласту.

Військові діячі, пов'язані із Стриєм:
- Густав Ціріц,
- Осип Бандера — хорунжий УГА, дядько Степана Бандери
- Петро Смородський
- Ігор Тенюх
- Богдан Мостиський — командир сотні УПА «Месники».
- Руслан Усік (1969—2022) — молодший сержант Національної гвардії України, учасник російсько-української війни, що загинув у ході російського вторгнення в Україну в 2022 році.

### Спортсмени
- Ганна і Марія Музичуки (шахи).
- Гордій Остапович (спортивне запам'ятовування)
- Олександр Зубріхін (бокс).
- Роман Романчук (бокс).
- футболісти: Володимир Данилюк, Юрій Дубровний, Василь Кардаш, Сергій Сібіряков, Андрій Тлумак, Тарас Петрівський.

### Почесні громадяни міста
- Степан Бандера[56].
- Оксана[57] та Володимира Бандери — рідні сестри Степана Бандери.
- Григорій Паламар[58] — Заслужений художник України.
- Ігор Завозін[59] — член спілки художників України.
- Михайло Мандрик[60] — громадський діяч.
- Ярослав Кривко — генеральний директор ВО «Львівтрансгаз» (до 1993 року).
- Андрій Корчак, Юрій Дяковський[61] — Герої Небесної сотні. Герої України (посмертно).
- Богдан Коваль, Володимир Бандера, Володимир Вірщук, Роман Цурковський, Євстахія Мілянич, Микола Гошовський, Любомир Гуменний, Ярослава Парахоняк-Рубель, Іванна Присгай-Клим, Ярослав Падох, Остап Савчинський, Климентій Баб'як, Ірина Пеленська, Наталія Пазуняк, Едвард Козак, Володимир Андрушук, Осип Бандера, Ілля Городецький, Андрій Кірічак, Омелян Цісик, Лев Шанковський, Василь Лев — члени комітету і редакційної колегії альманаху «Стрийщина».

### Стрийські старости
- Ян Янда з Паньова — староста жидачівський[62].
- Адам Ступницький[63].

## Цікаві факти
- За назвою міста Стрий у багатьох містах України є Стрийська вулиця: у Києві, Львові, Івано-Франківську, Чернівцях, Коломиї, Дрогобичі, Сколе. Також за назвою міста названо Стрийський парк та Стрийський ринок у Львові, місцевість в Альберті й школу в Саскачевані (Канада). Назву двох останніх надав 1910 року Зиновій Микитка син священика з Купчинець, Тернопільського повіту. До реєстру він подав три назви: Галич, Стрий і Микитка. Уряд прийняв назву Стрий.[64]
- Коли розпочали експлуатацію Дашавського родовища, у місті Стрий для освітлення вулиць було встановлено ліхтарі, які ніколи не гасилися, бо утримання ліхтарників обійшлося б дорожче, ніж вартість газу, який згорав за добу. Тому місто прозвали «містом вічного світла».[65]
- 1939 року у Стрию у танковому полку служив радянський та російський конструктор стрілецької зброї — Михайло Калашников[66].
- Під Стриєм помер головний герой повісті «Поїзд точно за розкладом» німецького письменника, лауреата Нобелівської премії із літератури Генріха Белля.[67]